# Prämonstratenserabtei Pont-à-Mousson

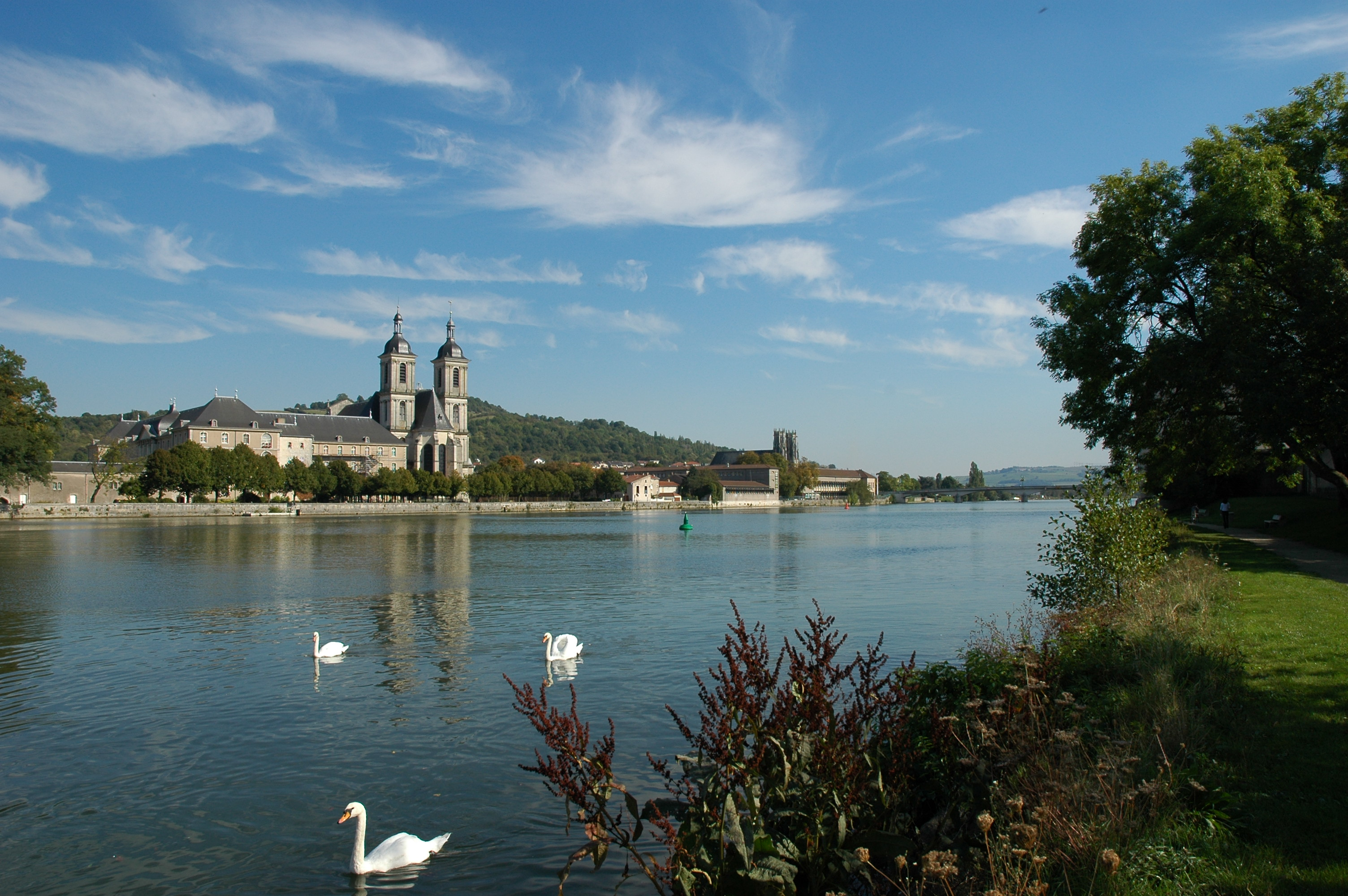
Ehemalige Prämonstratenserabtei Sainte-Marie-Majeure

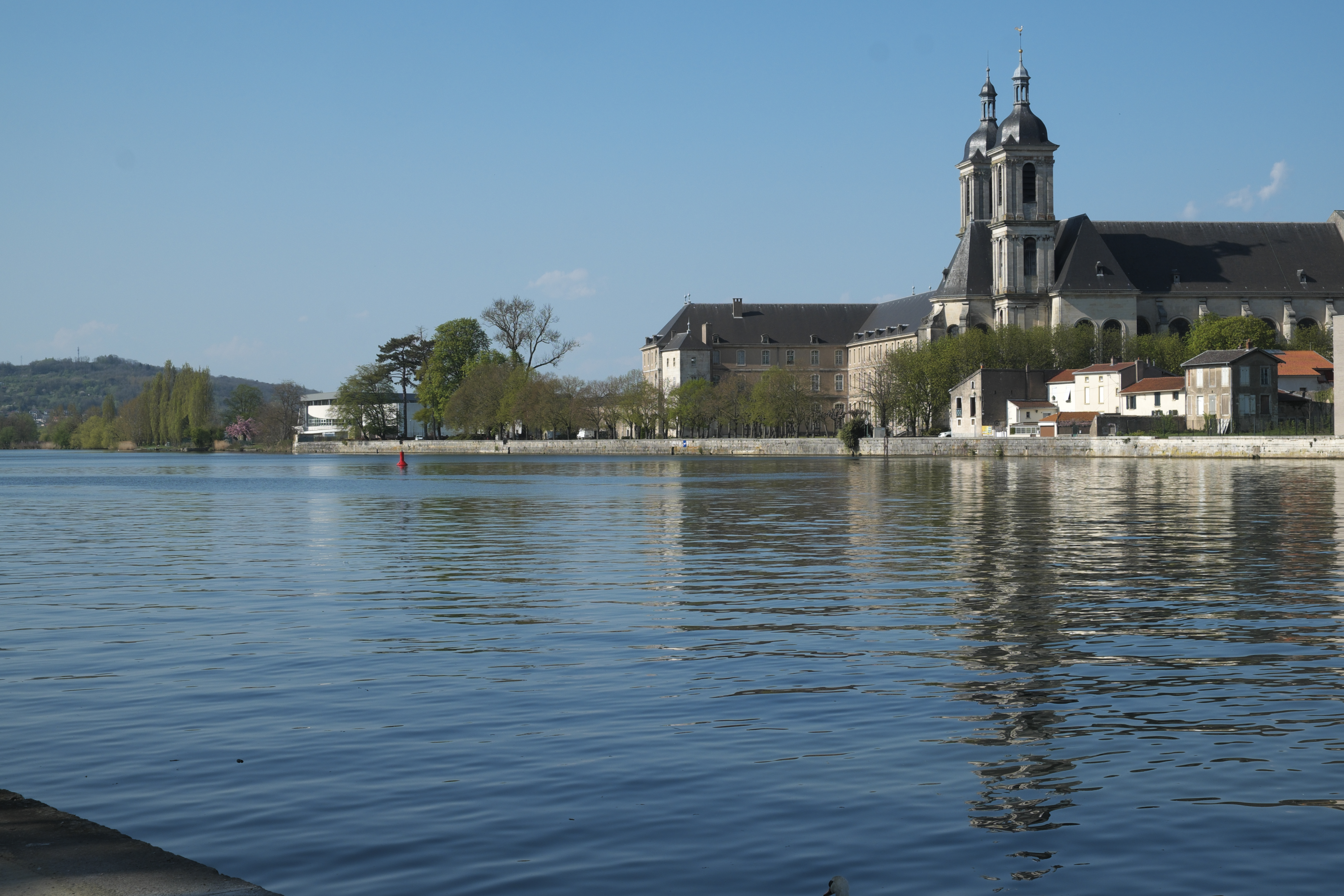
Ansicht von Südosten

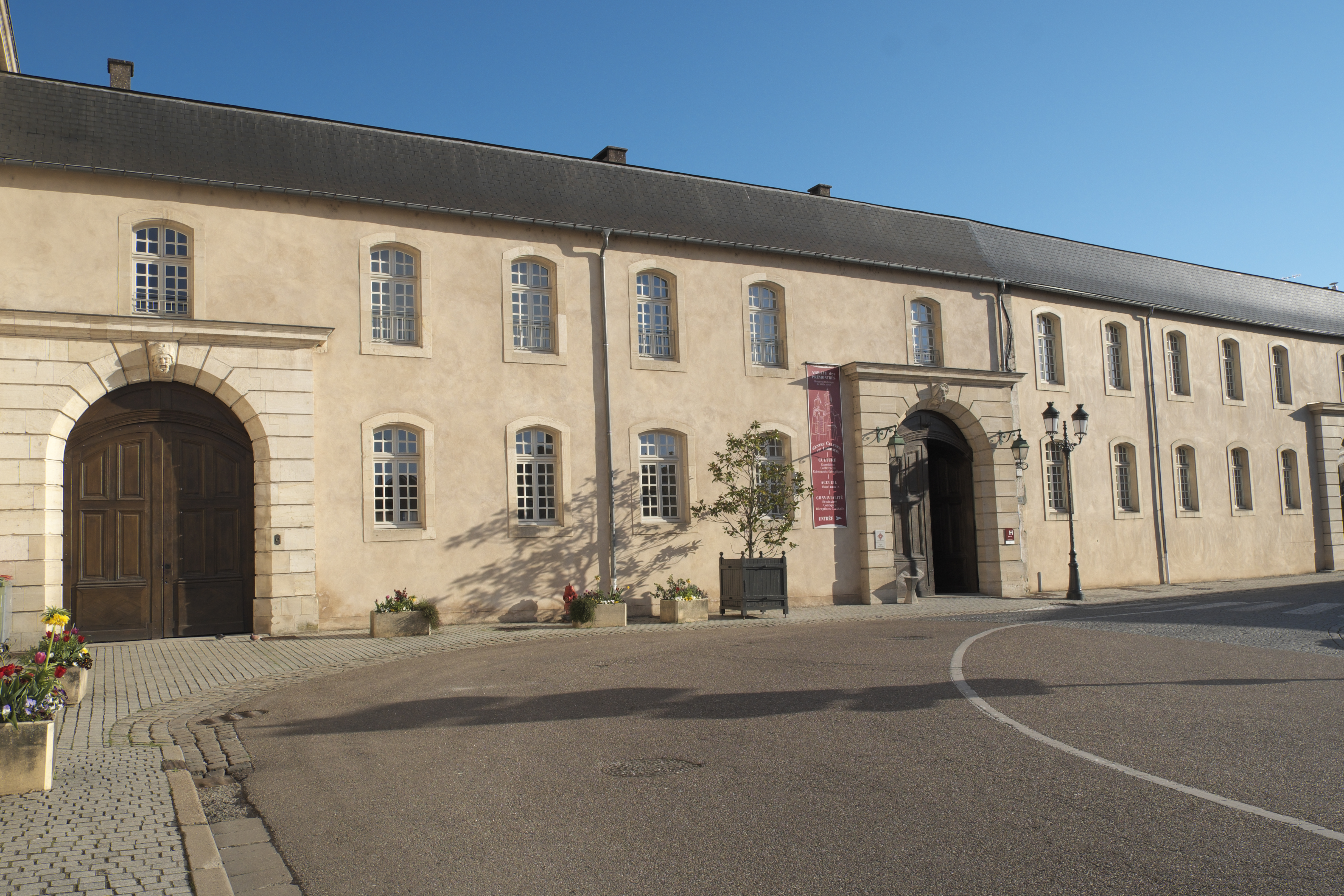
Ostseite und Klosterpforte

Die ehemalige Prämonstratenserabtei Sainte-Marie-Majeure (Groß Sankt Marien) in Pont-à-Mousson, einer Gemeinde im Département Meurthe-et-Moselle in der französischen Region Grand Est (früher Lothringen), wurde im frühen 18. Jahrhundert im Stil des Barock errichtet. Die Abtei, die sich auf einer Fläche von 12.000 Quadratmetern erstreckt, gilt als eine der bedeutendsten Klosteranlagen in Lothringen. Im Jahr 1910 wurden die Kirche und Teile der Abtei, im Jahr 1919 die gesamte Klosteranlage als Monument historique in die Liste der Baudenkmäler (Base Mérimée) in Frankreich aufgenommen.

## Geschichte
Um 1608 veranlasste Servais de Lairuelz, der Abt des Prämonstratenserklosters Sainte-Marie-au-Bois in der heutigen Gemeinde Vilcey-sur-Trey, die Verlegung seines Klosters in eine neue Niederlassung in das etwa zehn Kilometer entfernt gelegene Pont-à-Mousson. Das neue Kloster war in der Nähe der 1572 gegründeten, von den Jesuiten geleiteten Universität Pont-à-Mousson, zu der es eine enge Verbindung unterhielt, errichtet worden. An der Stelle dieses Klosters legte im Jahr 1705 Franz II. Joseph von Lothringen, Fürstabt der Reichsabtei Stablo-Malmedy und Bruder des lothringischen Herzogs Leopold, den Grundstein für die neuen Abteigebäude, die in den folgenden 30 Jahren unter den Baumeistern und Prämonstratenser-Laienbüdern Thomas Mordillac und dessen Nachfolger Nicolas Pierson entstehen sollten.
Nach dem Tod des lothringischen Herzogs Stanislaus und der Angliederung des Herzogtums an Frankreich wurde der Jesuitenorden wie in ganz Frankreich verboten und die Universität Pont-à-Mousson nach Nancy verlegt, wodurch auch die Abtei an Bedeutung verlor.
Während der Französischen Revolution wurde die Abtei aufgelöst, die Gebäude blieben allerdings erhalten. Im 19. Jahrhundert richtete die Diözese Nancy dort eine Schule ein, die bis 1906 in Betrieb war. In der Folge des Gesetzes zur Trennung von Kirche und Staat fielen die Abteigebäude danach in den Besitz der Stadt und wurden von 1912 bis 1944 als Krankenhaus genutzt. Während des Zweiten Weltkriegs wurden die Gebäude schwer beschädigt und ein Teil der Klosteranlage zerstört. Zwischen 1965 und 1976 wurden in den teilweise wieder aufgebauten und umfassend restaurierten Klostergebäuden ein Kulturzentrum und ein Hotel eingerichtet. Der Chor der ehemaligen Abteikirche wurde erst ab 2014 restauriert.

## Ehemalige Abteikirche Sainte-Marie-Majeure

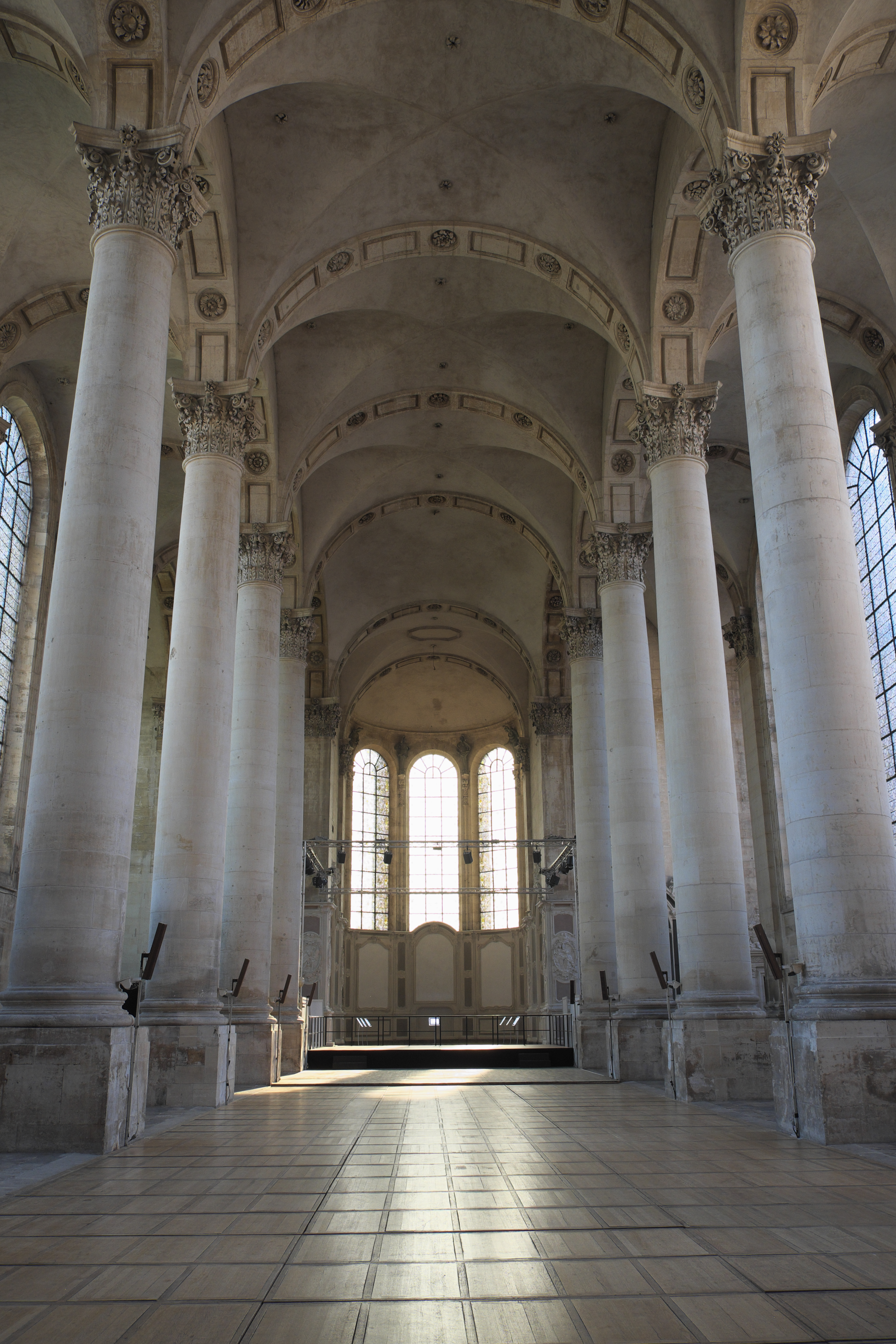
Ehemalige Abteikirche, Innenraum

Die ehemalige Abteikirche Sainte-Marie-Majeure ist eine dreischiffige Hallenkirche, die eine Länge von 66 Metern, eine Breite von 23 Metern und eine Höhe von 18 Metern aufweist. Hohe, mit korinthischen Säulen verzierte Kapitelle gliedern den Innenraum, der von großen Rundbogenfenstern beleuchtet wird.
Die Kirche ist nicht geostet, der Chor liegt im Westen und die Eingangsfassade im Osten. Der von großen Rundbogenfenstern durchbrochene Chor wird durch Strebepfeiler gegliedert und von zwei Türmen flankiert, deren Zwiebelhauben mit Laternen bekrönt sind.
Die Eingangsfassade wird durch einen Mittelrisalit geprägt und durch kräftige Gesimse in drei Ebenen unterteilt. In die Fassade sind Nischen eingeschnitten, die von flachen Pilastern gerahmt werden. Die Pilaster der beiden oberen Etagen sind mit korinthischen Kapitellen verziert, die Pilaster im  Erdgeschoss besitzen ionische Kapitelle. Das Portal ist in eine Vorhalle eingebettet, die wie das obere Geschoss von einem Dreiecksgiebel bekrönt wird. Die mittlere Ebene ist mit einem Segmentgiebel versehen, auf dem ein Relief mit Engelsköpfen, zwei Engelsfiguren und einer Madonna mit Kind skulptiert ist.

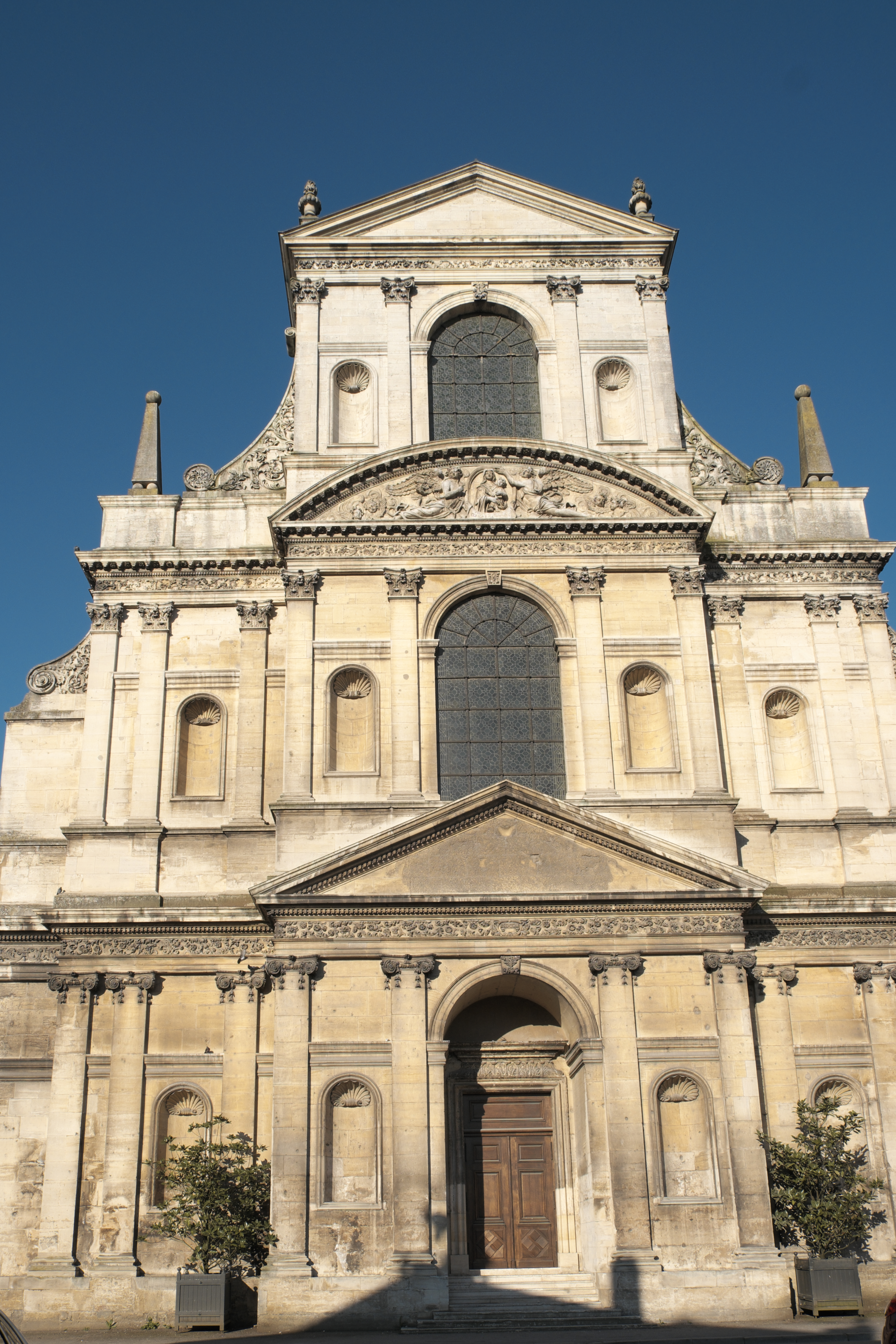
Ehemalige Abteikirche, Ostfassade
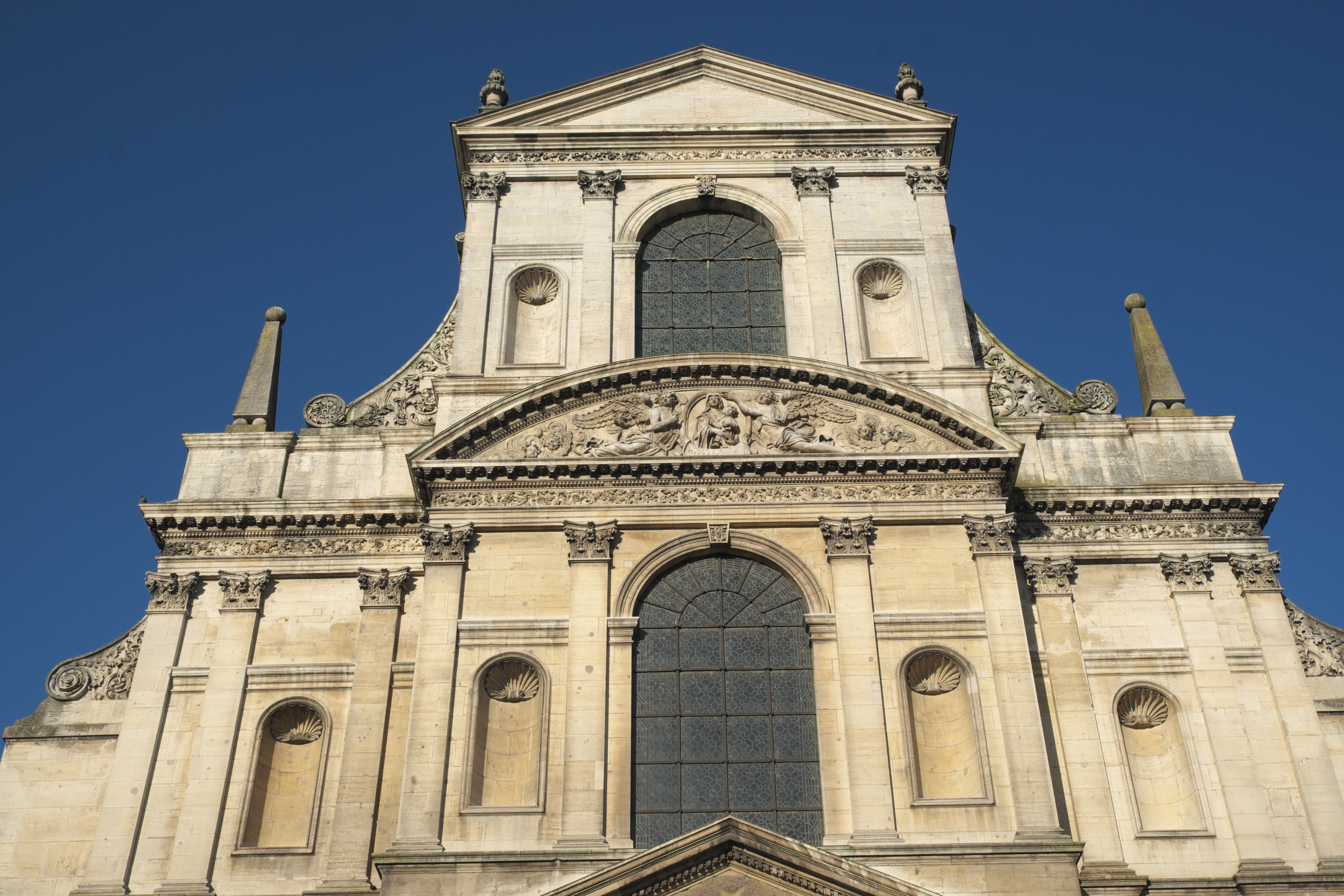
Segmentgiebel mit Relief
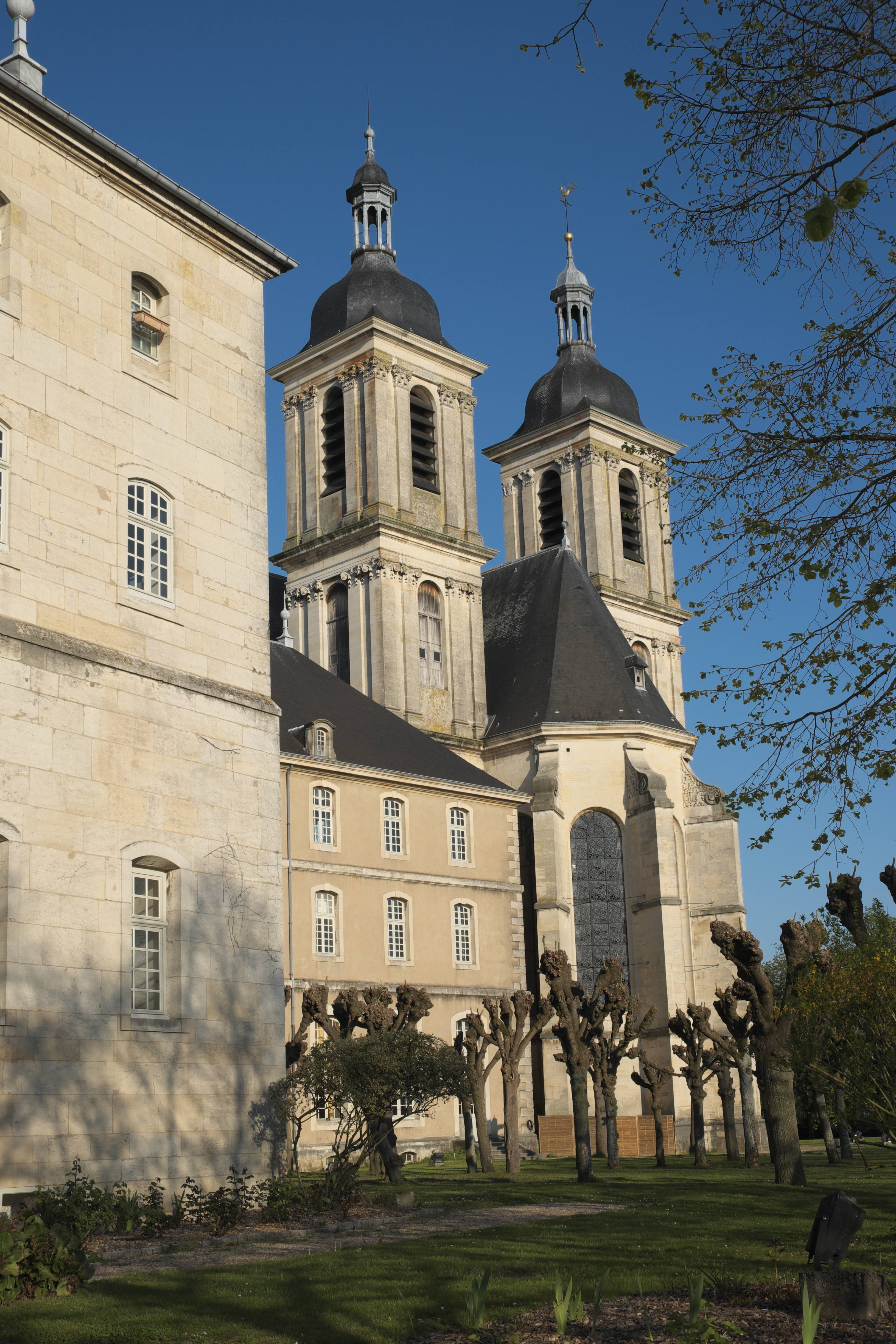
Chor

## Abteigebäude

### Westflügel
Im Westflügel befinden sich das quadratische Treppenhaus, die große Sakristei, der Studiensaal und der Saal Thomas Mordillac, benannt nach dem ersten Architekten der Abteikirche.

#### Quadratisches Treppenhaus

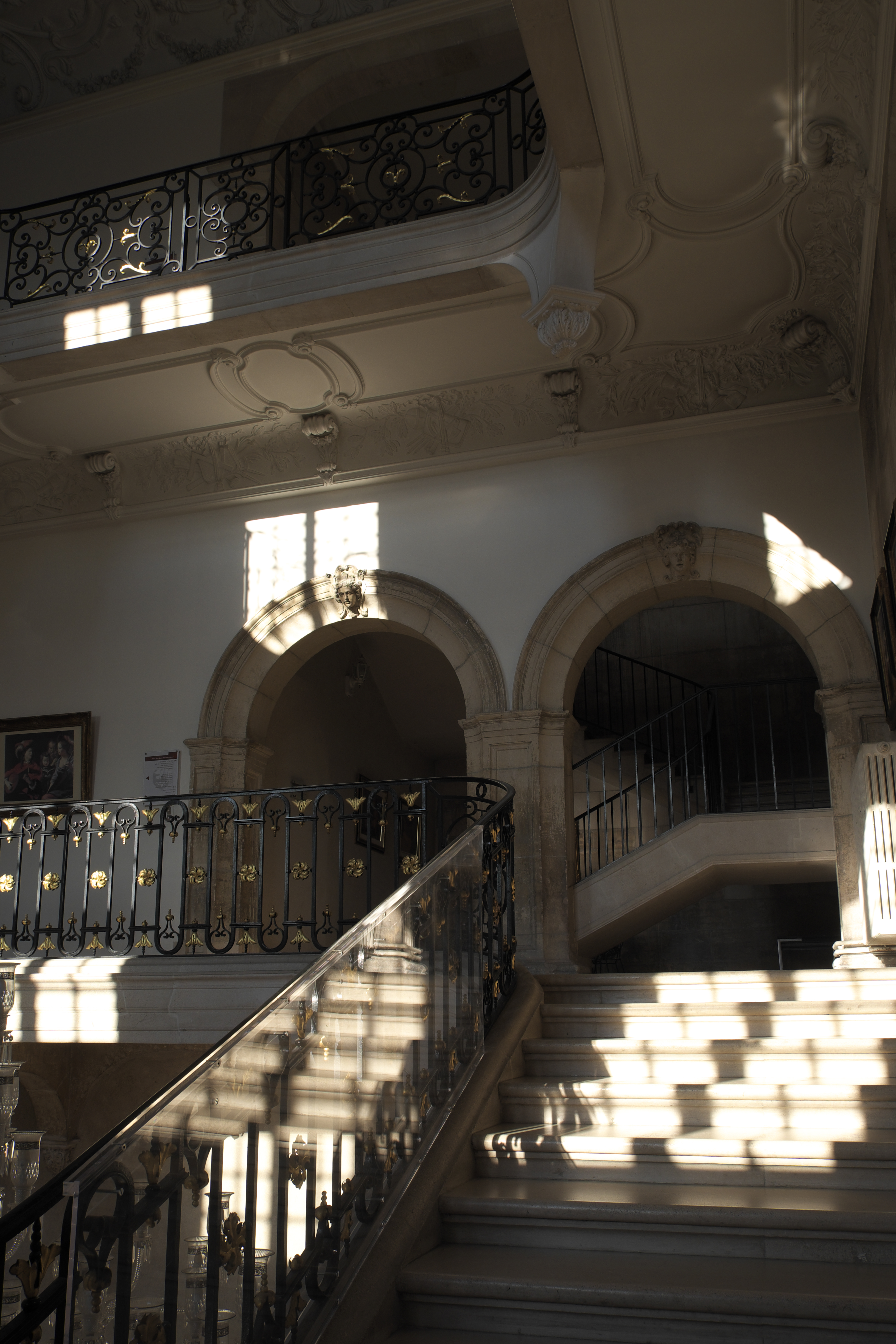
Quadratisches Treppenhaus

Die große Treppe besitzt kunstvolle, schmiedeeiserne Geländer. Die Decken sind mit Stuck versehen, die Durchgänge zu den Stockwerken sind mit Frauenköpfen verziert. Das breite Treppenhaus reicht über drei Etagen, die große Treppe führt allerdings nur bis zur ersten Etage. Zur zweiten Etage führt eine zurückversetzte Treppe.

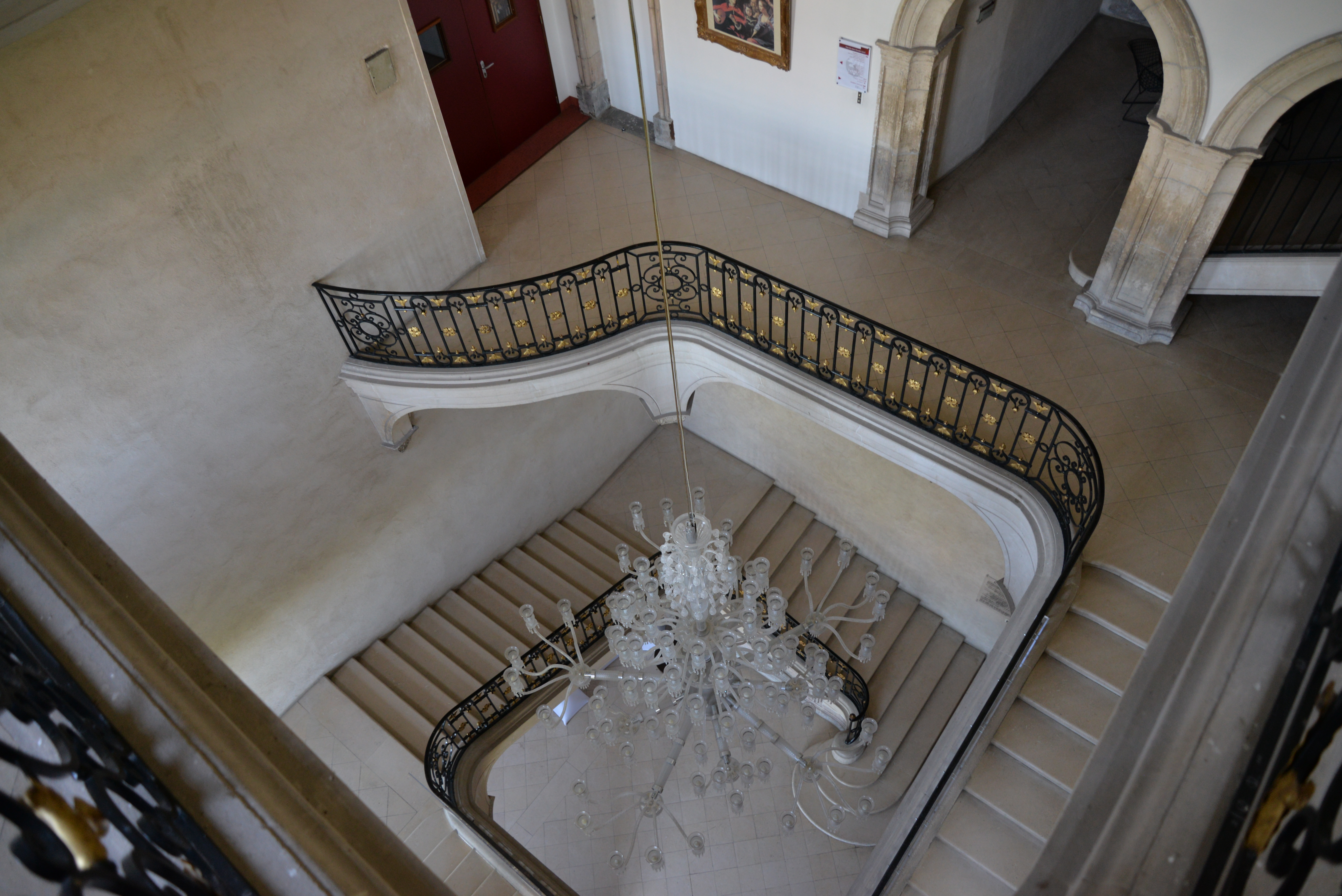
Quadratisches Treppenhaus
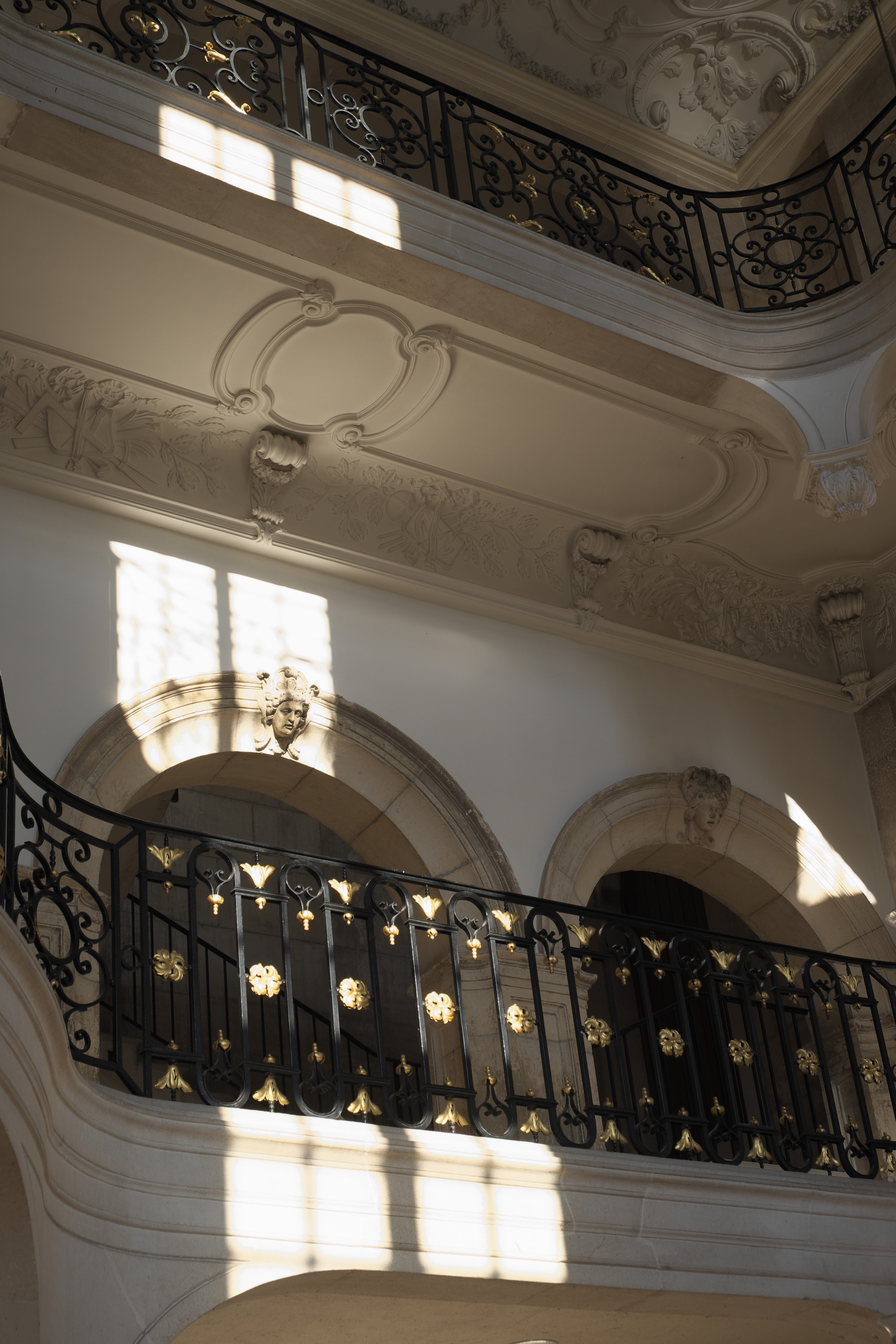
Erste und zweite Etage
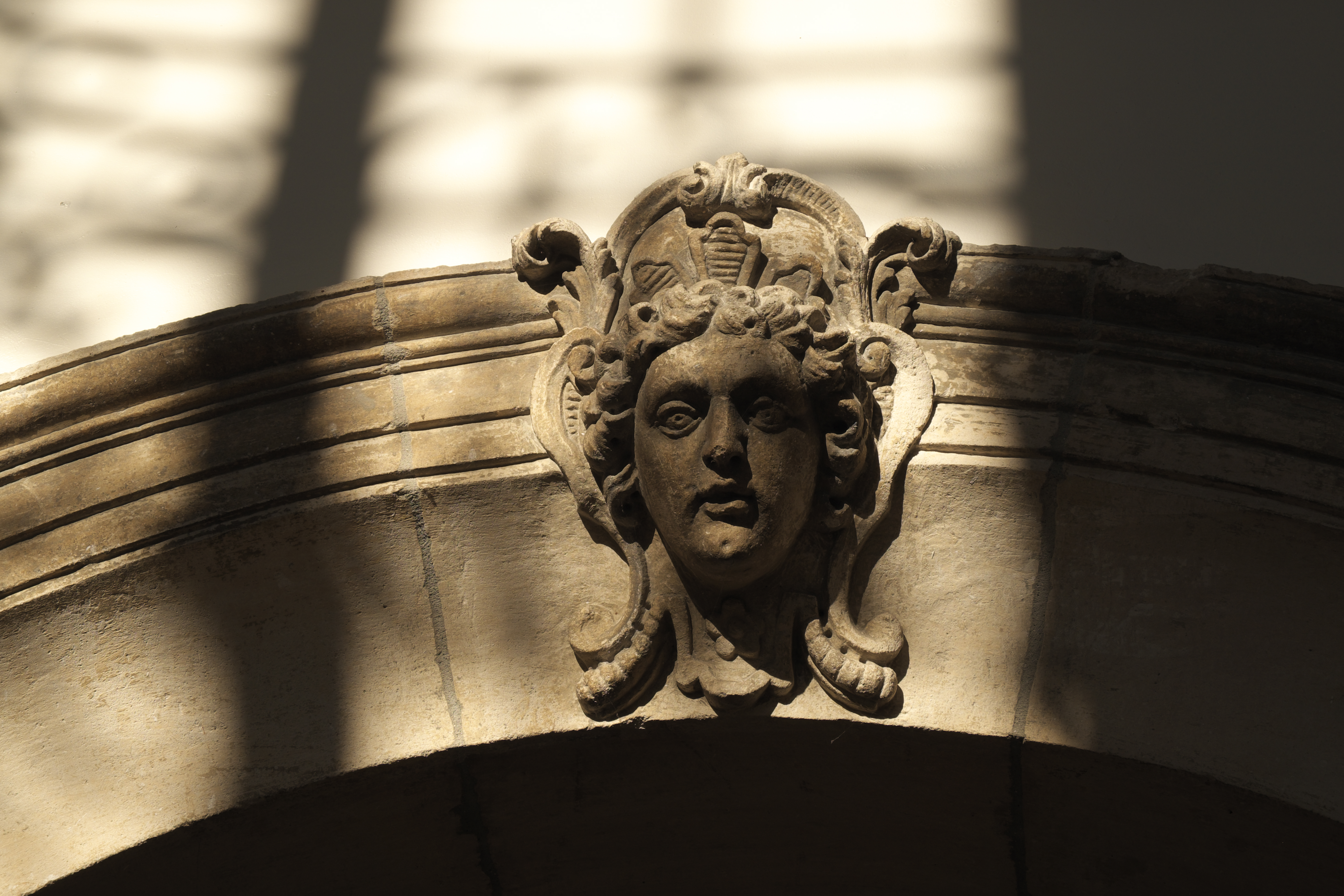
Maskaron
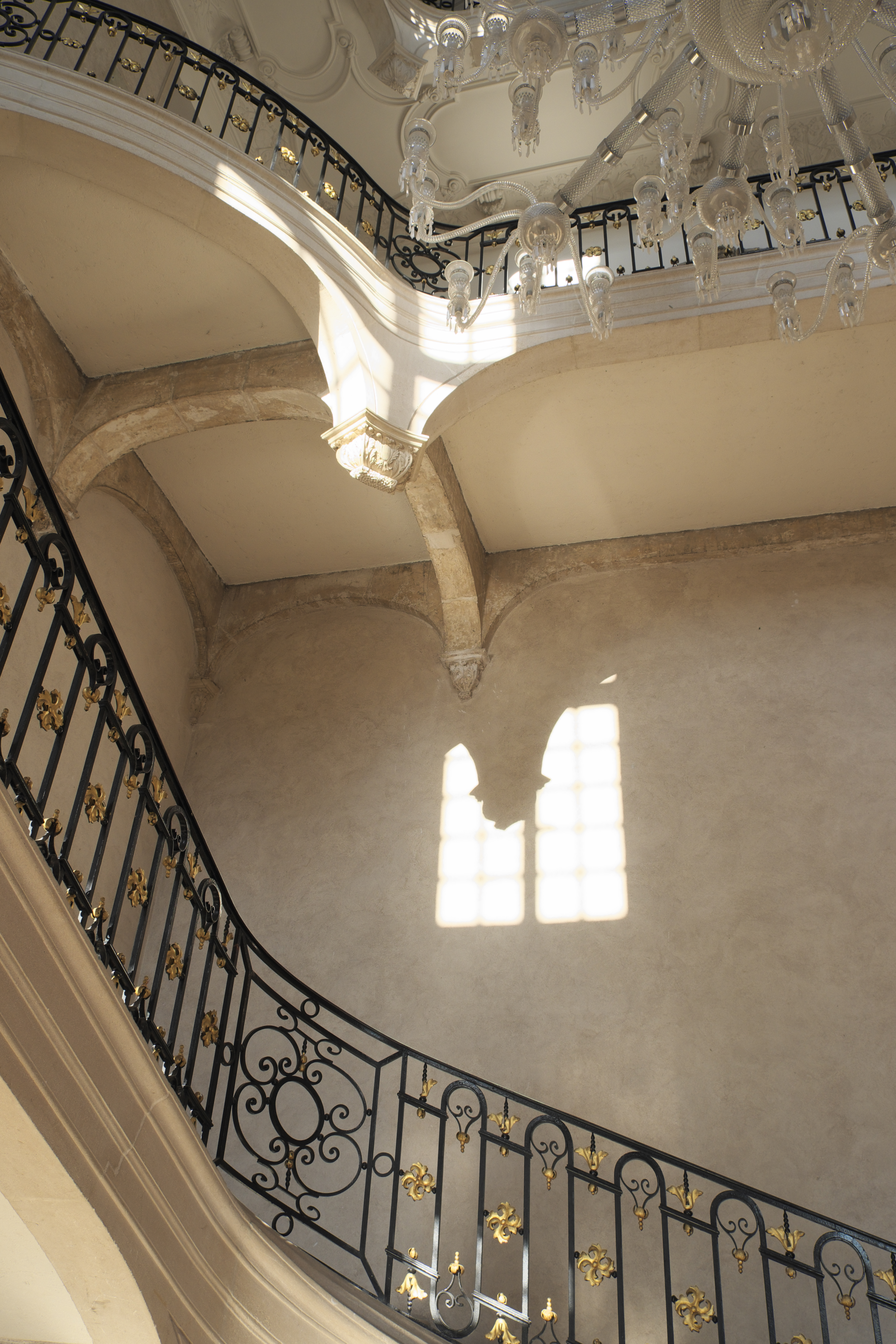
Treppenaufgang
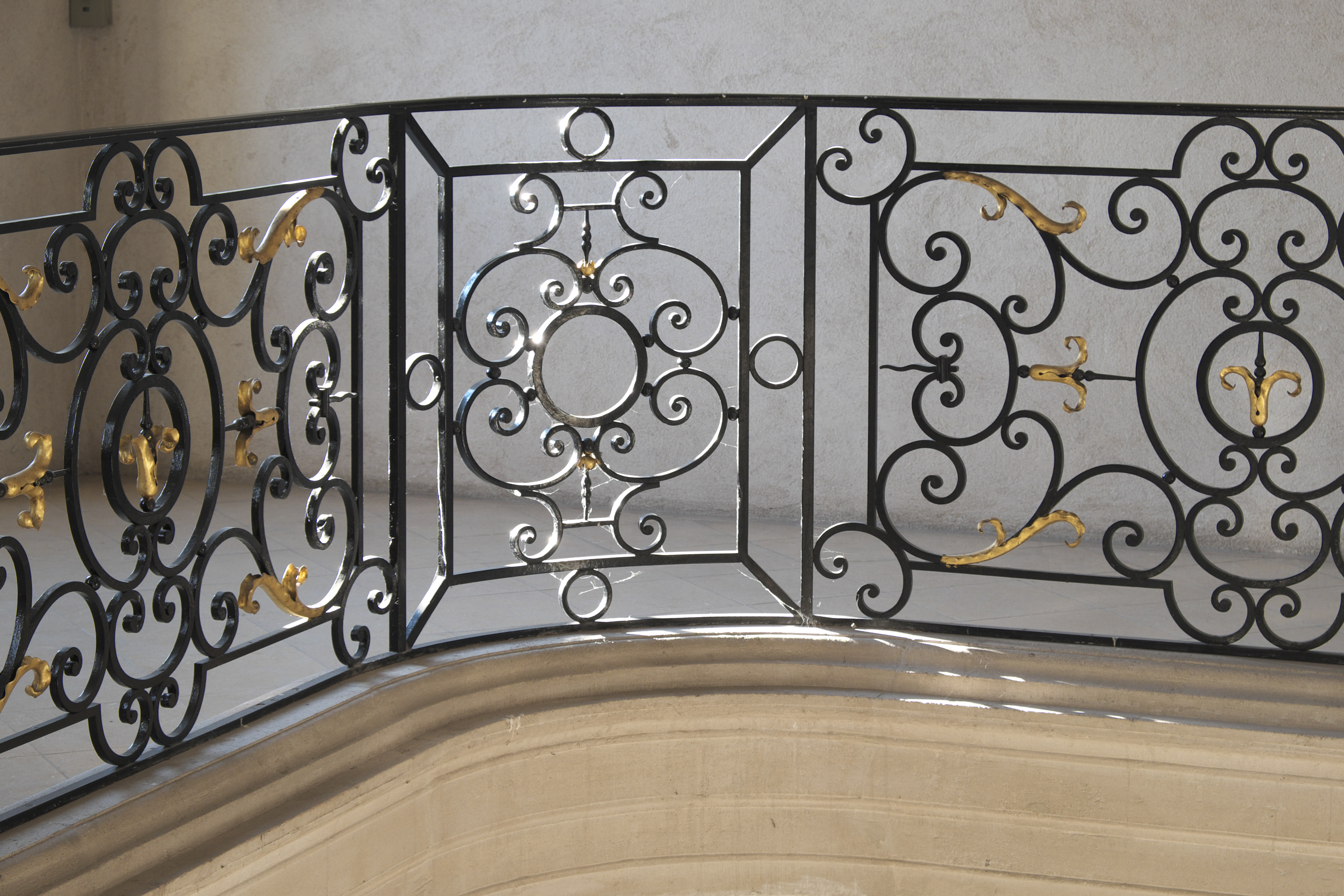
Schmiedeeisernes Geländer
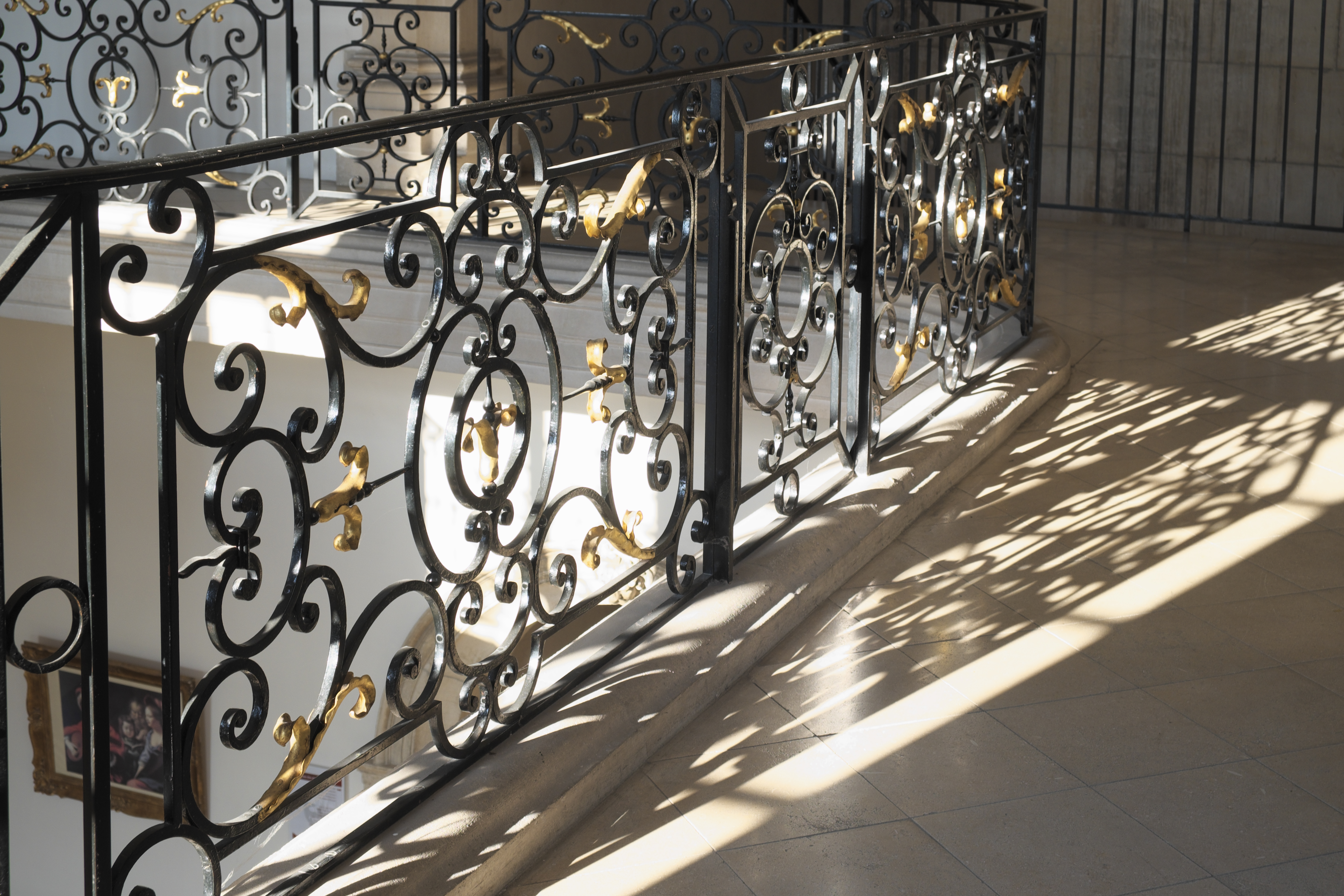
Schmiedeeisernes Geländer

#### Sakristei und Studiensaal
Die große Sakristei und der Studiensaal werden von Kreuzgratgewölben gedeckt, die auf kannelierten Säulen aufliegen. Die große Sakristei war den Priestern vorbehalten und diente zur Vorbereitung des Gottesdienstes. Hier wurden die Messgewänder, die liturgischen Gefäße und das Weihwasser aufbewahrt. Zwischen zwei Fenstern ist eine steinerne Piscina erhalten.

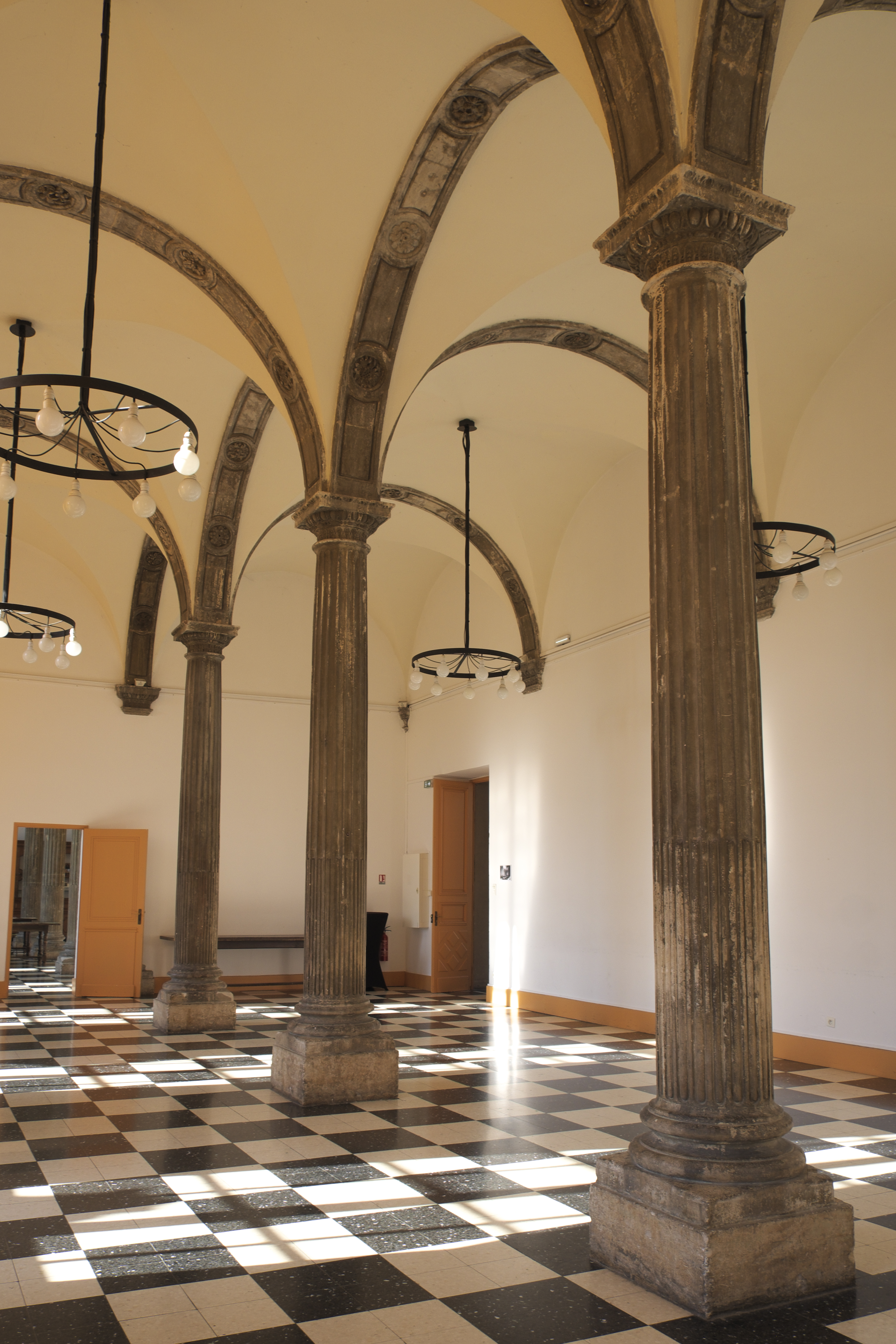
Studiensaal
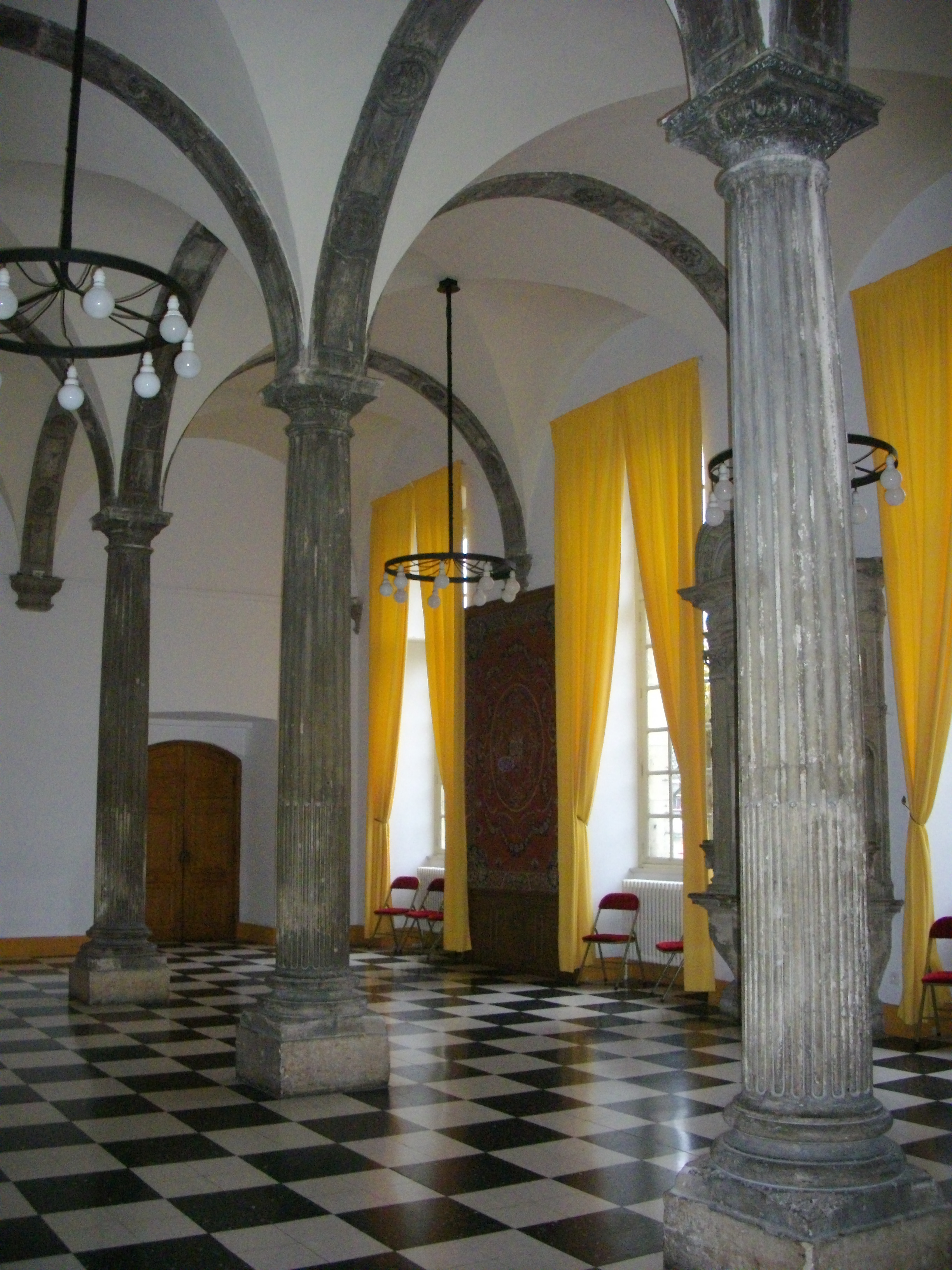
Sakristei
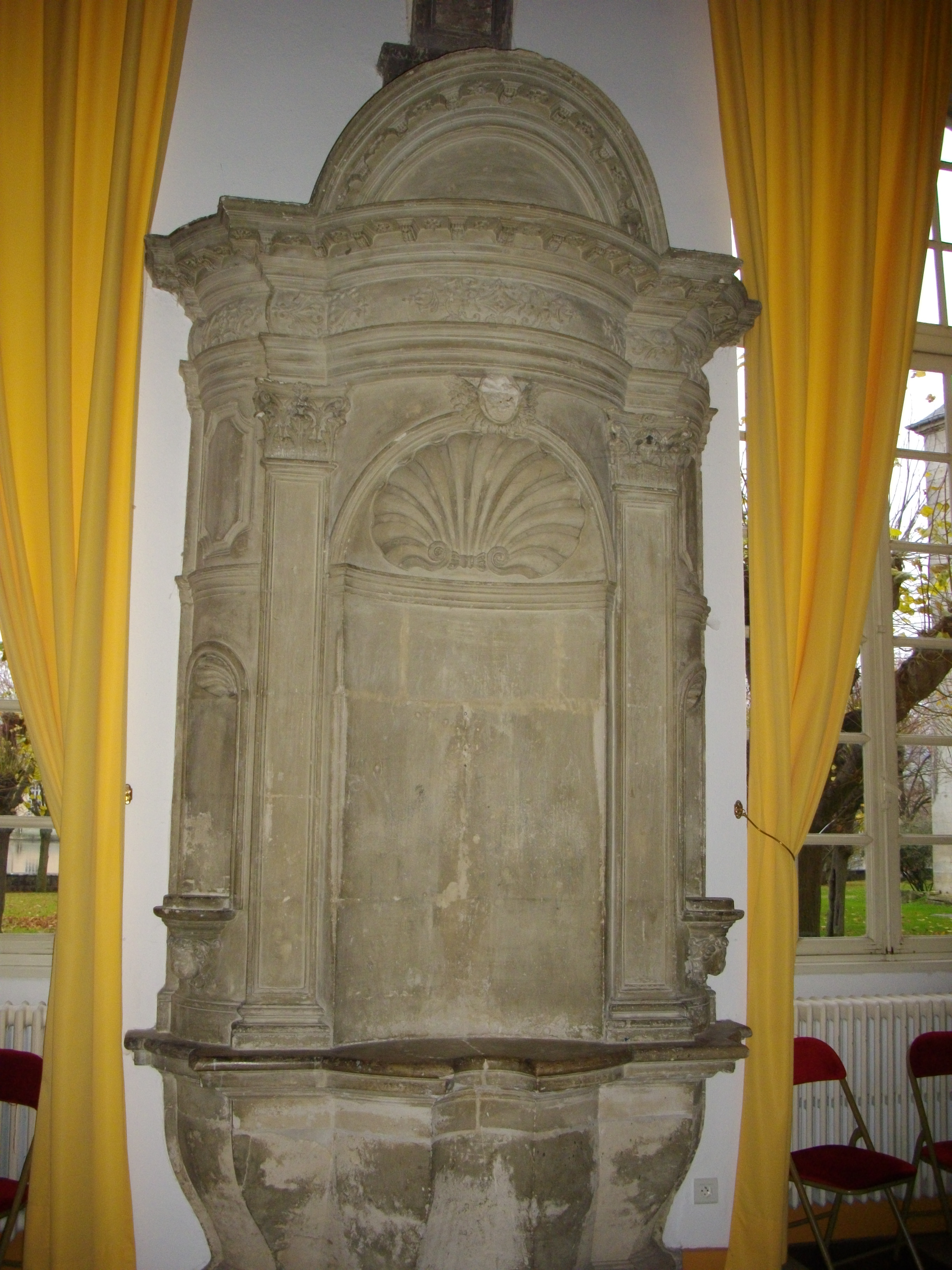
Piscina

### Nordflügel
Im Nordflügel sind im Westen des ovalen Treppenhauses das Refektorium und im Osten der Kapitelsaal angeordnet. Am westlichen Ende der Galerie, im Anschluss an den Kapitelsaal ist das kleine runde Treppenhaus eingebaut.

#### Ovales Treppenhaus

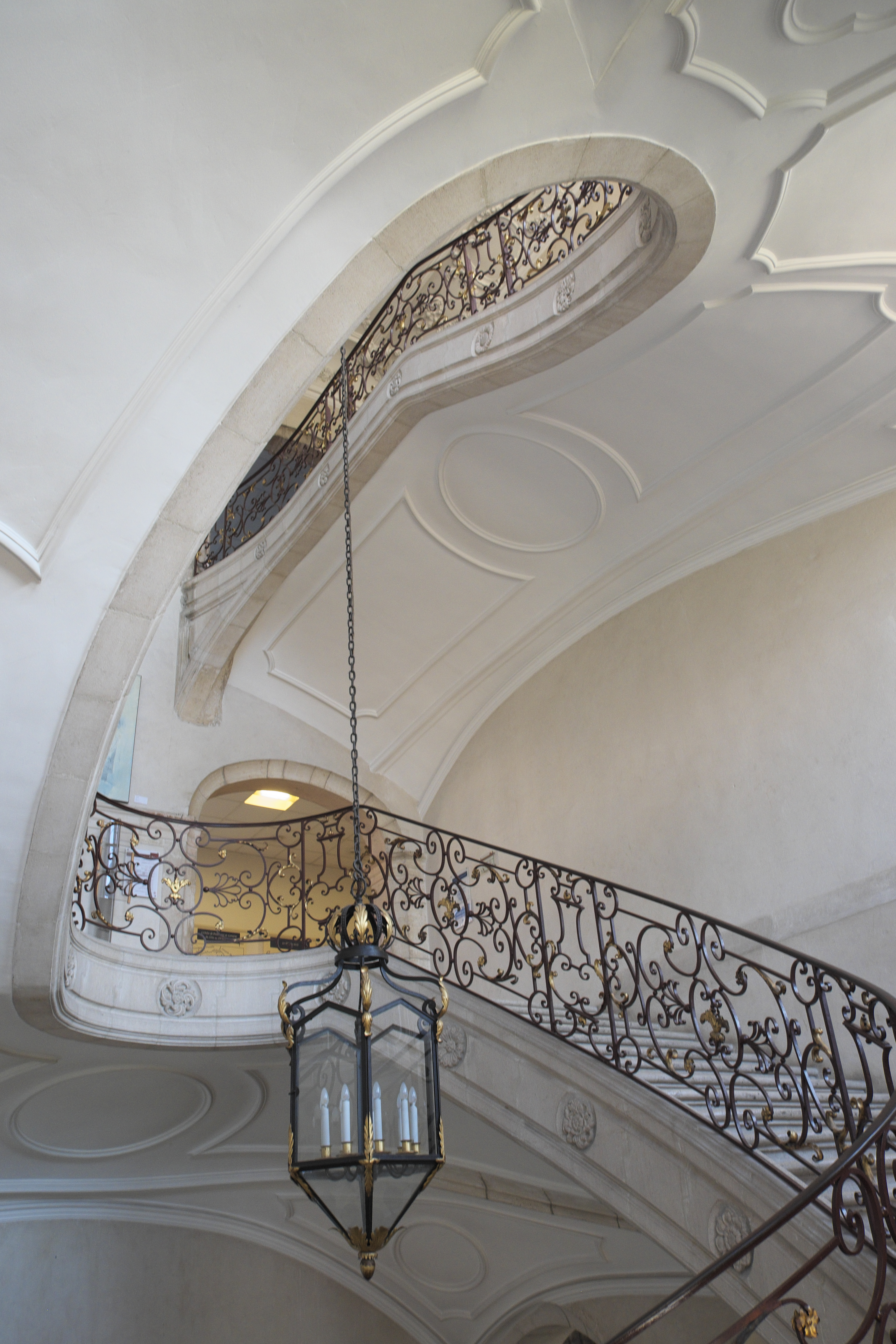
Ovales Treppenhaus

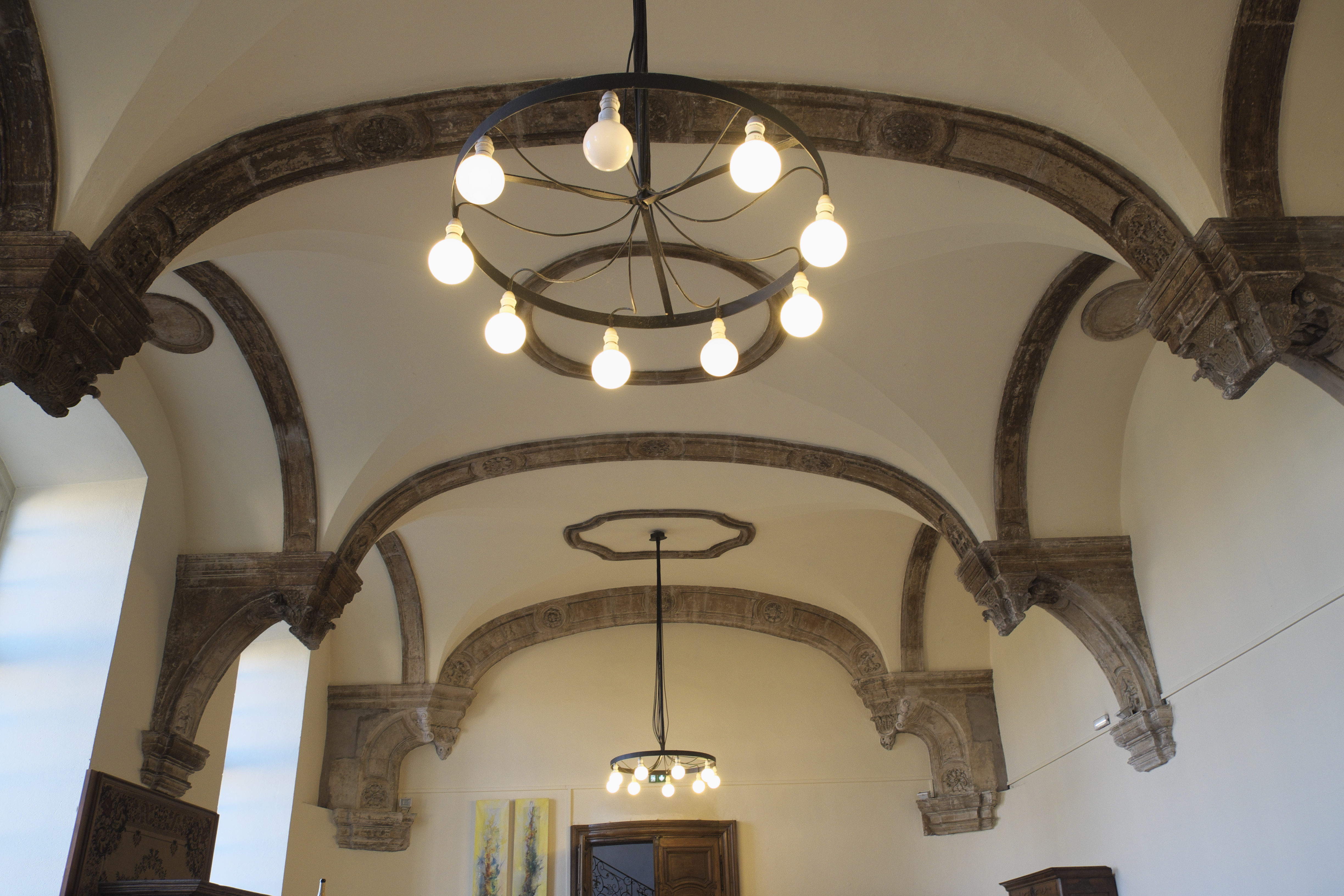
Gewölbe des Speisesaals

Das ovale Treppenhaus, auch als Treppenhaus des Atlanten bezeichnet, befindet sich gegenüber der monumentalen Tür zum ehemaligen Speisesaal. Die Treppe liegt auf den Schultern eines Atlanten und führt bis zur zweiten Etage. Auf der ersten Etage liegen Ausstellungsräume zur Geschichte der Abtei und die Bibliothek.

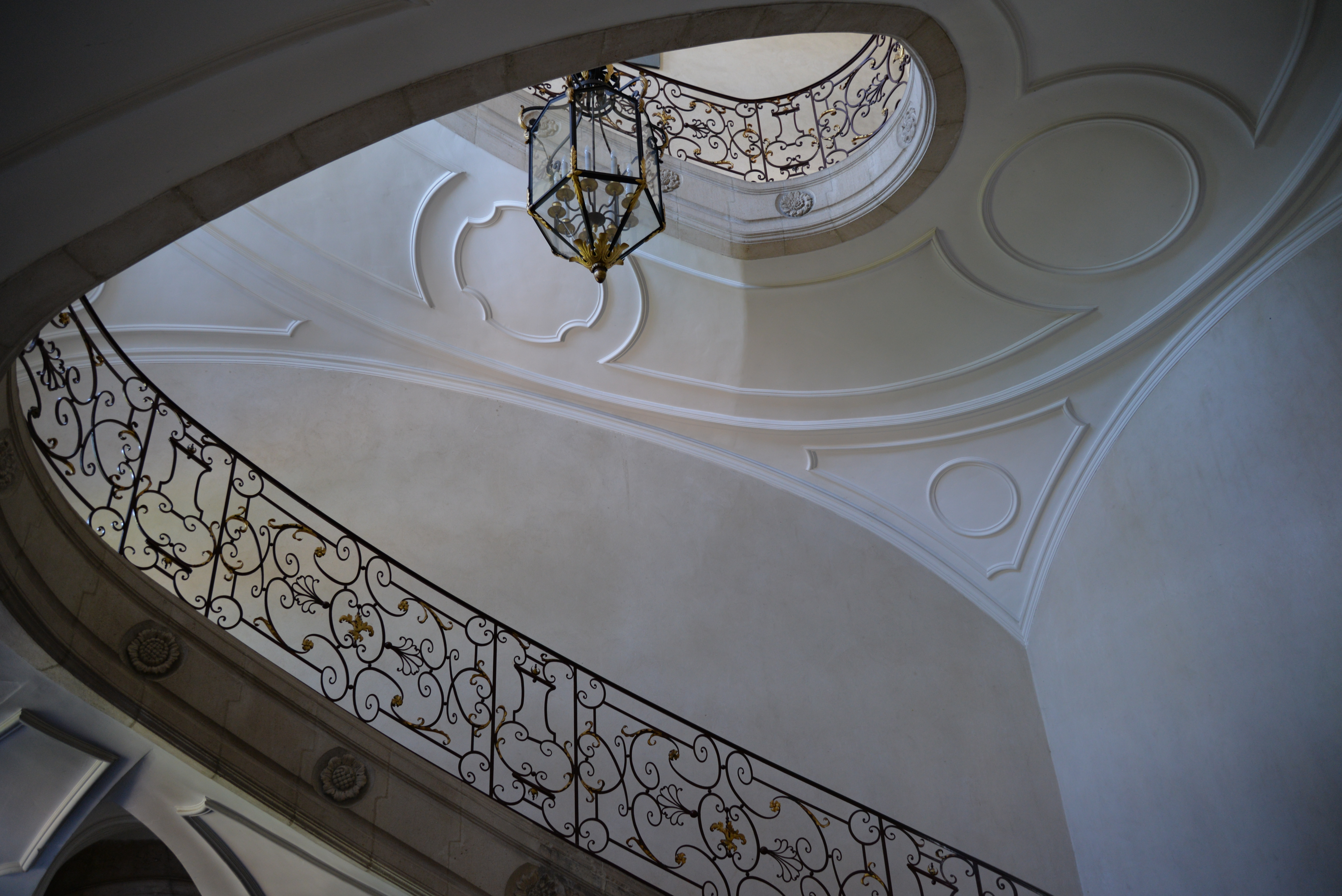
Ovales Treppenhaus
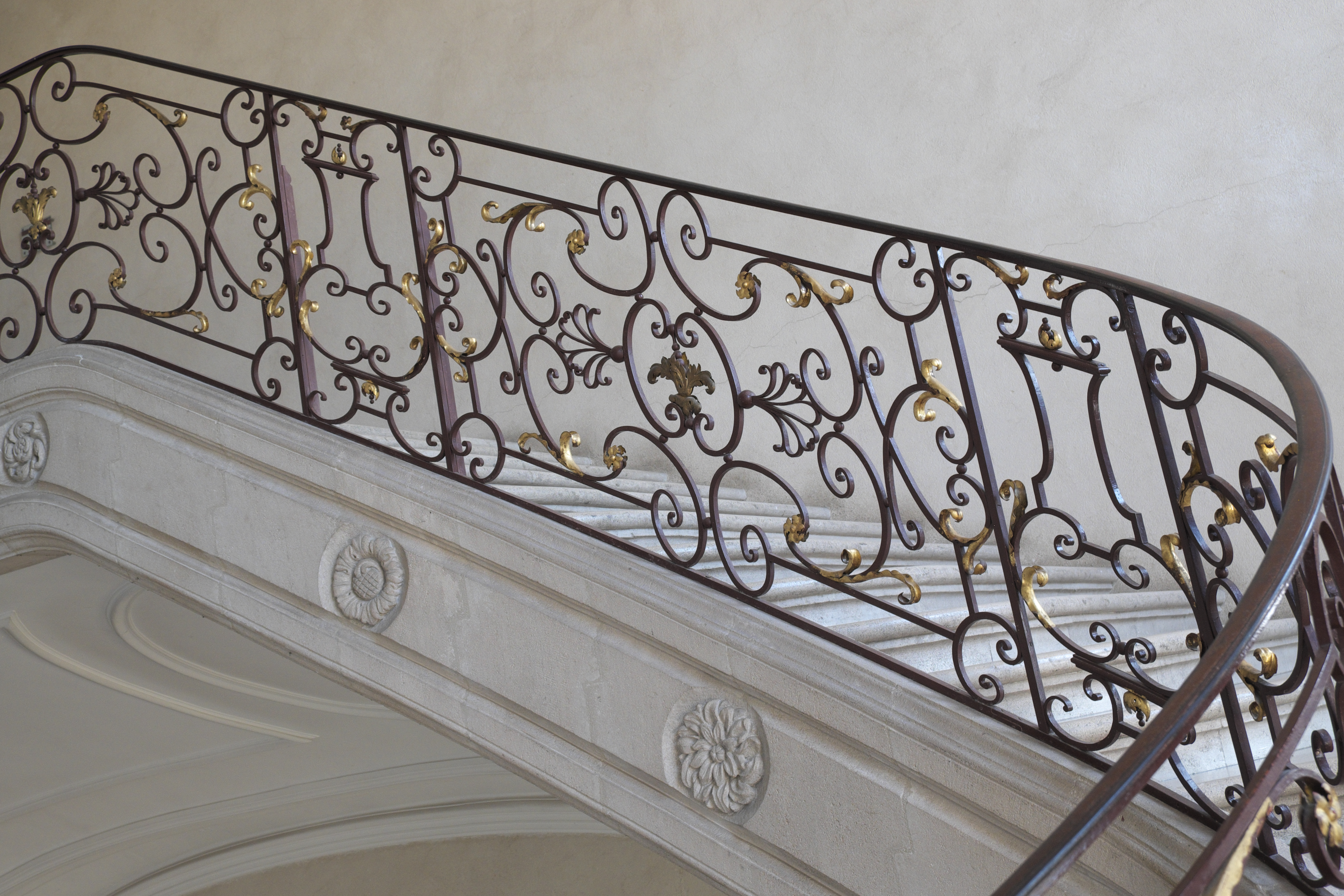
Treppengeländer
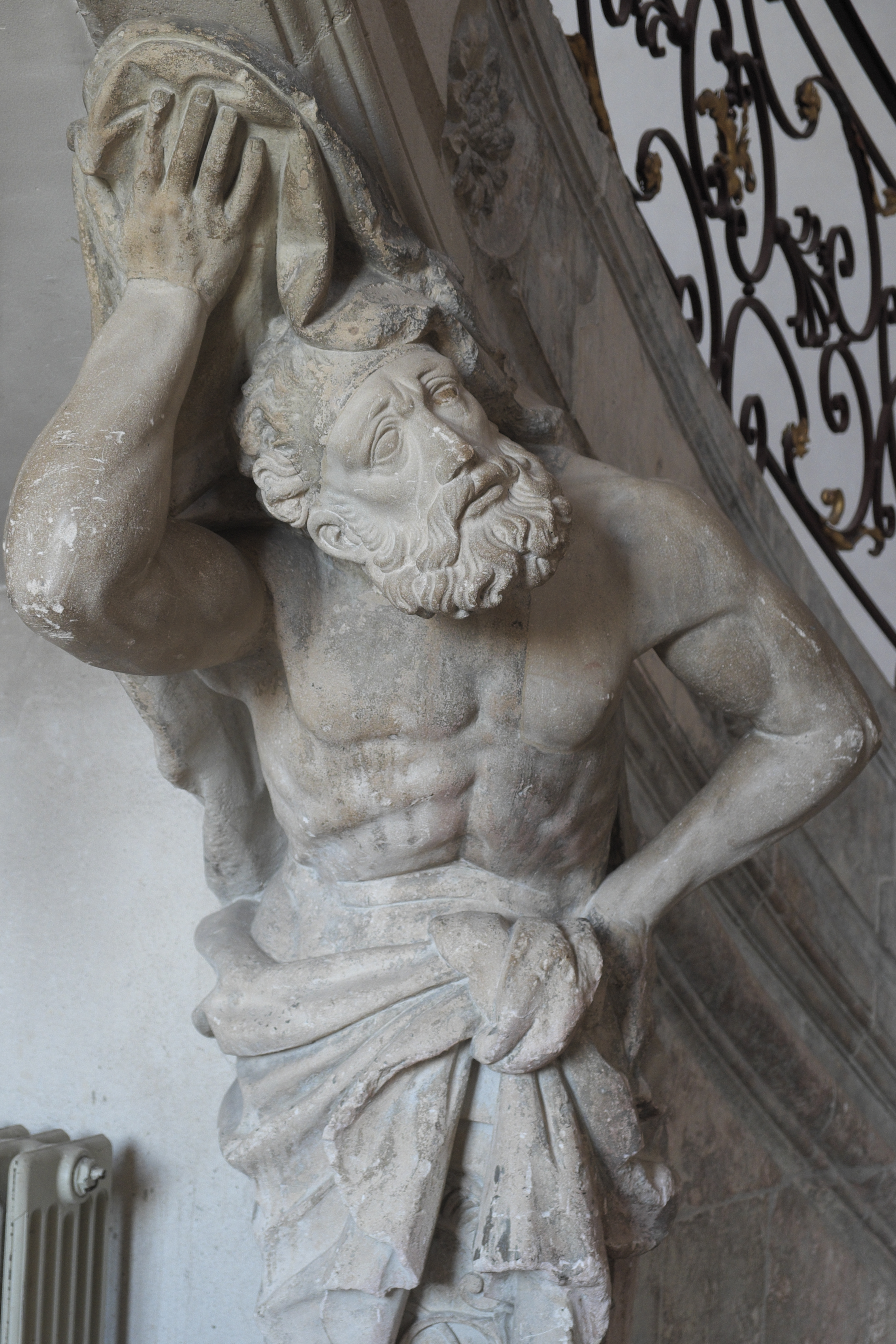
Atlant

#### Speisesaal

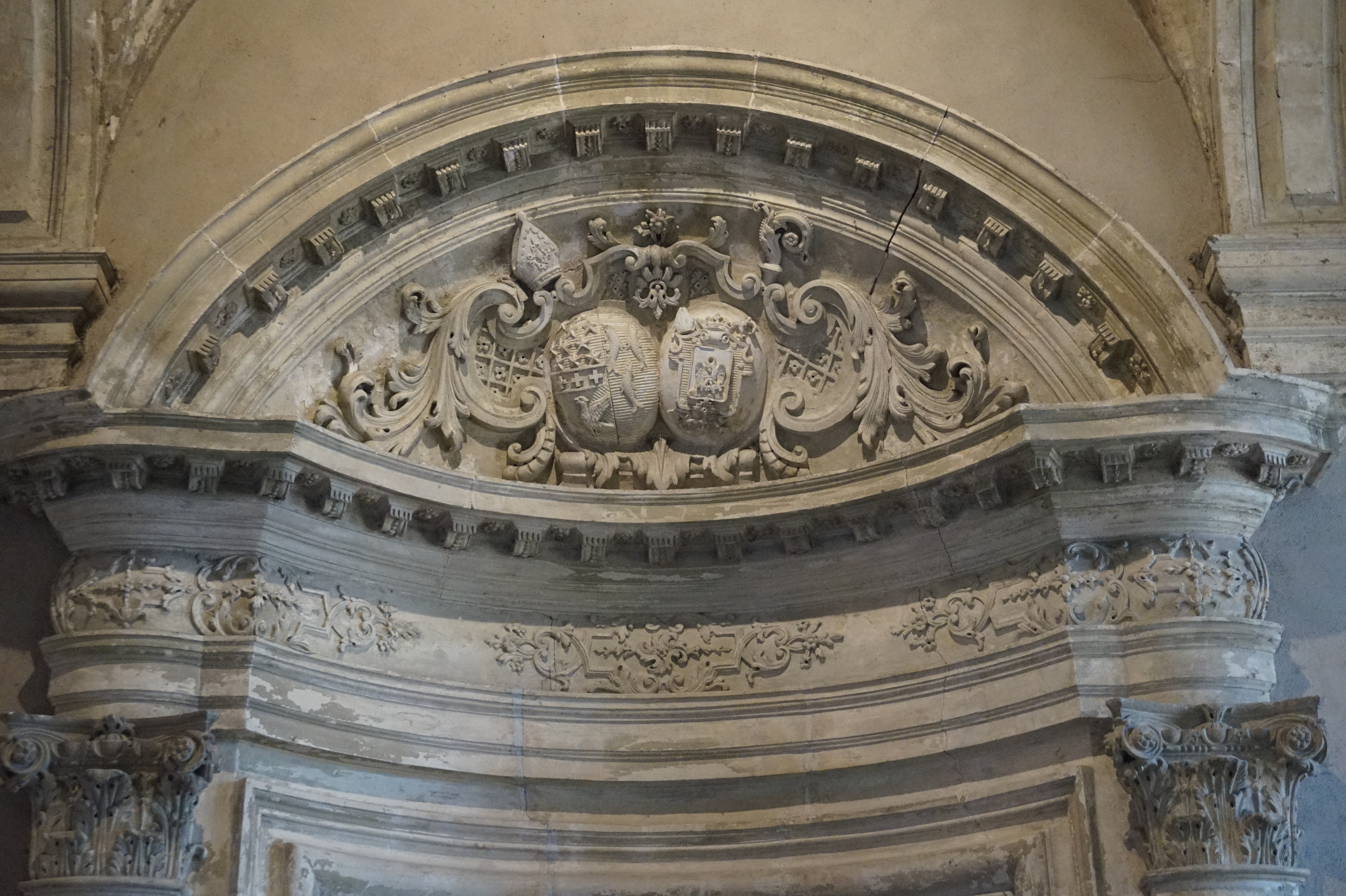
Wappen über der Tür zum Speisesaal

Zum Speisesaal führt eine monumentale Tür, über der die Wappen des letzten Abtes und des Bischofs von Nancy, Charles Martial Lavigerie, angebracht sind. Das Wappen von Charles Martial Lavigerie wurde erst im 19. Jahrhundert eingefügt. Der Raum wird von einem Korbbogengewölbe gedeckt, das auf Konsolen aufliegt, die mit den Wappen der Herzöge von Lothringen verziert sind. Die in den Boden eingelassenen Medaillons nehmen die Formen der Stuckmedaillons an der Decke wieder auf.

#### Kapitelsaal
Der Kapitelsaal, zum Gedenken an den Gründer des Prämonstratenserordens auch als Saal des heiligen Norbert bezeichnet, war einst der am reichsten dekorierte Raum der Abtei. In der Zeit der Nutzung der Abtei als Schule und später als Krankenhaus diente der Raum als Kapelle.

#### Rundes Treppenhaus

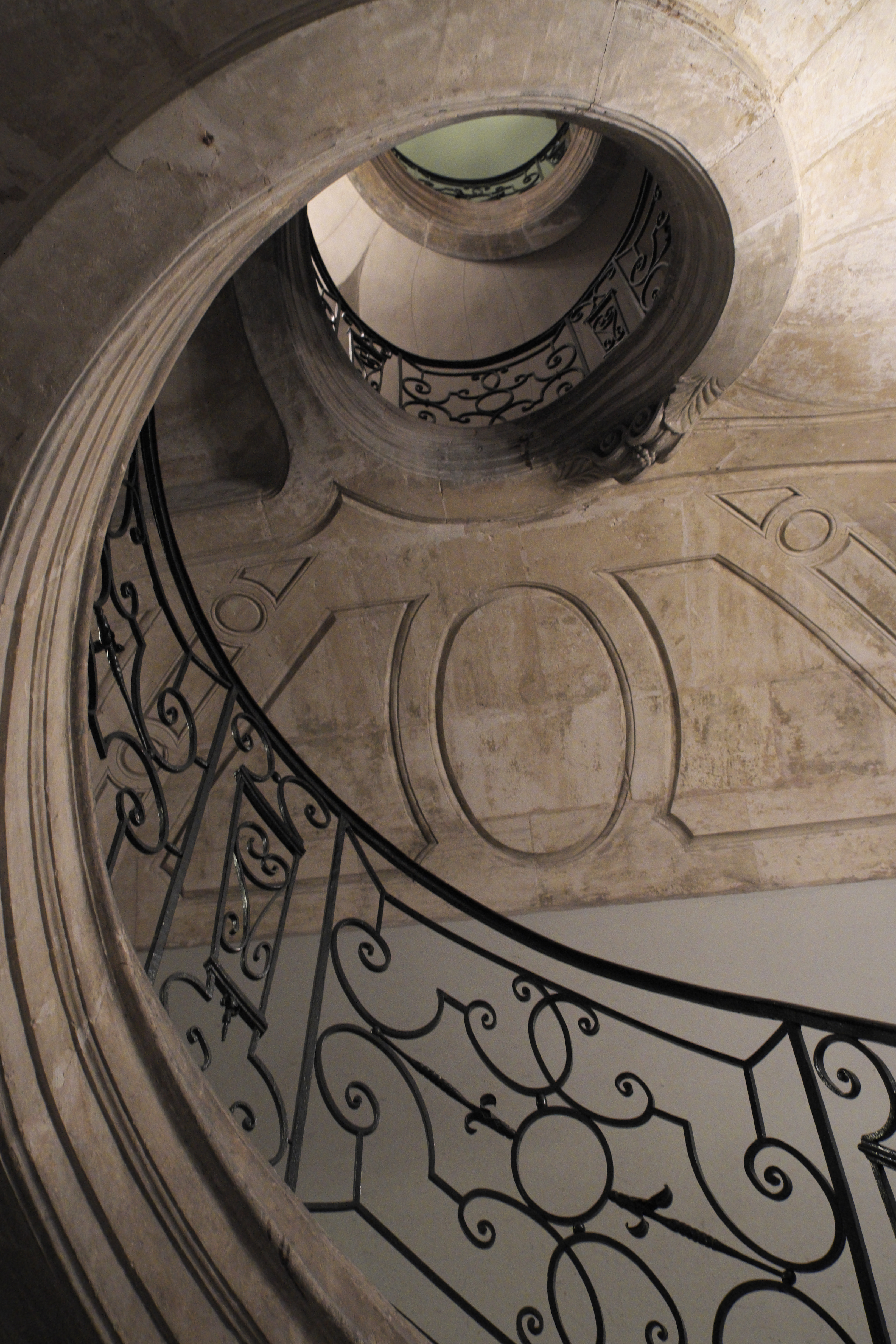
Rundes Treppenhaus

Die Treppe des kleinen runden Treppenhauses führt spiralförmig nach oben. Unter der Decke, über einem Rundbogen, ist ein Maskaron angebracht.

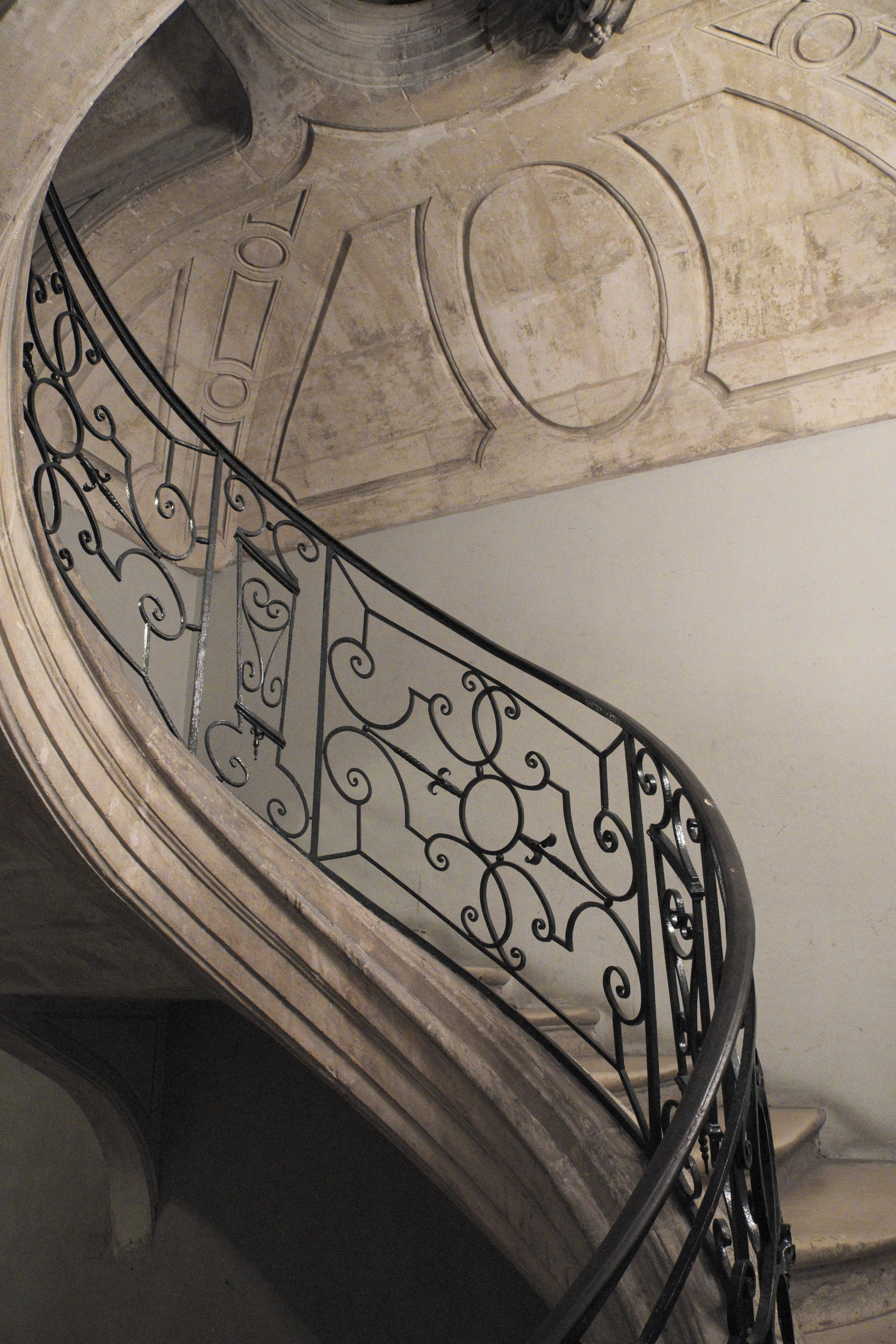
Rundes Treppenhaus
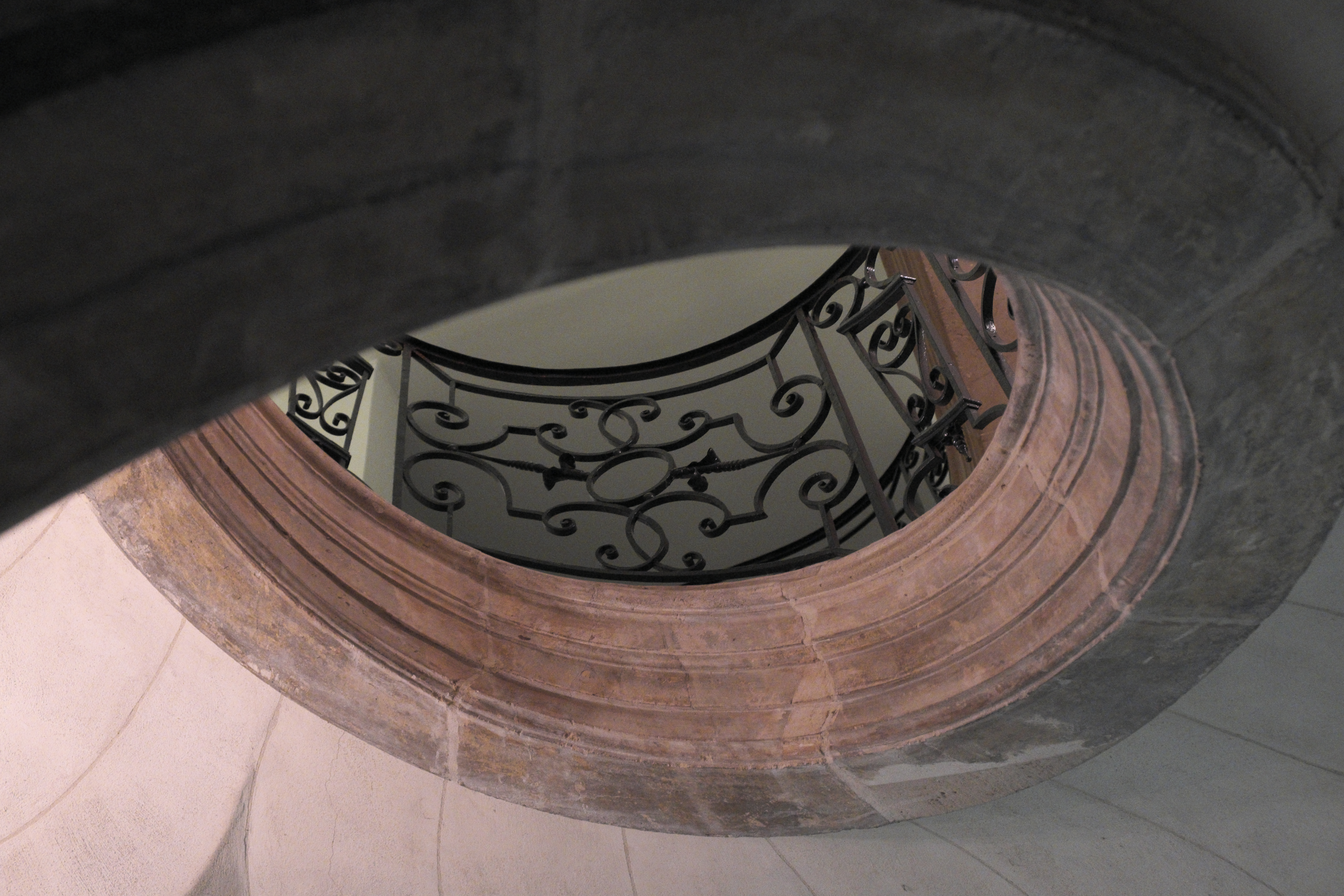
Treppengeländer
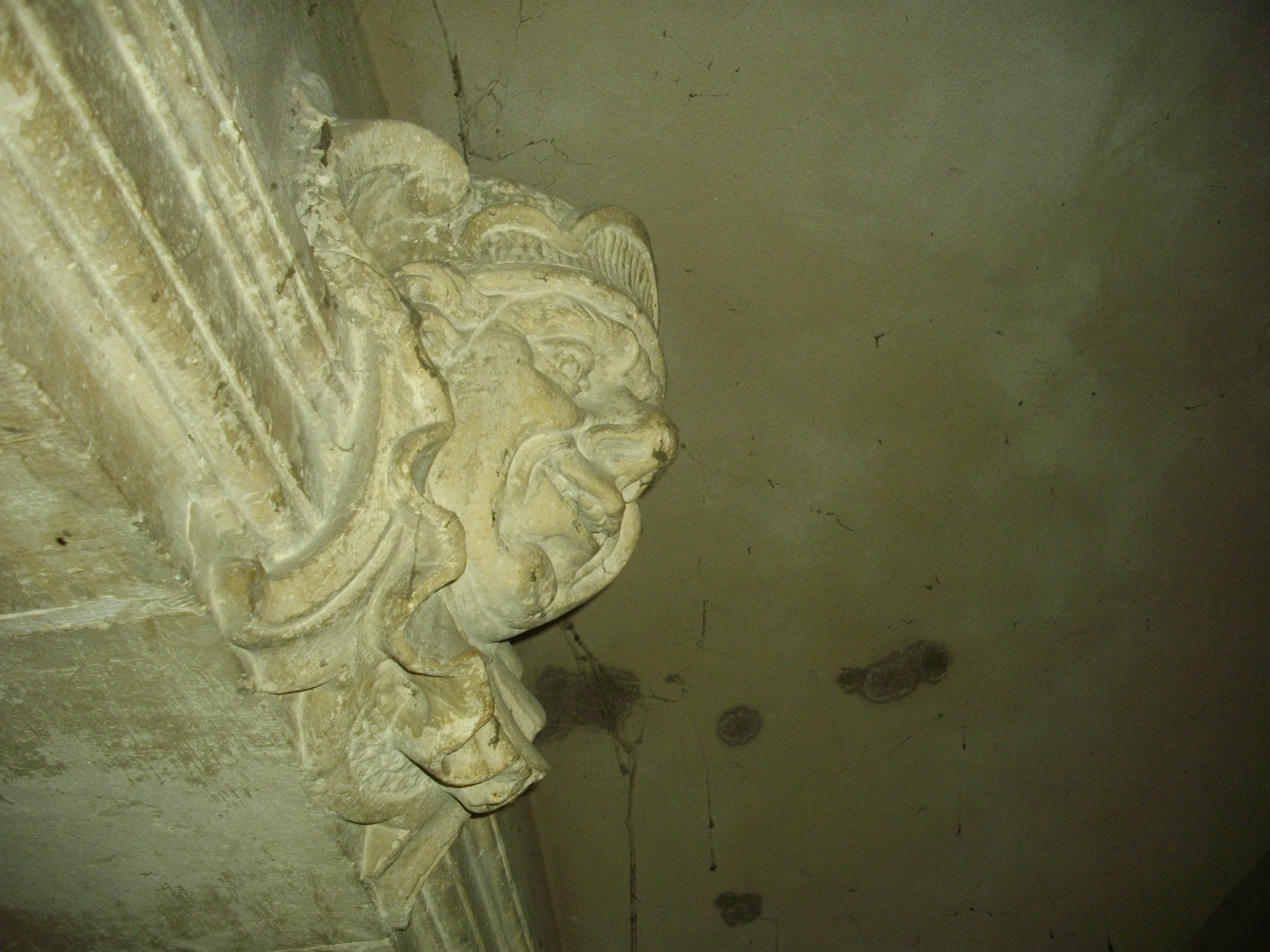
Maskaron

#### Wärmeraum

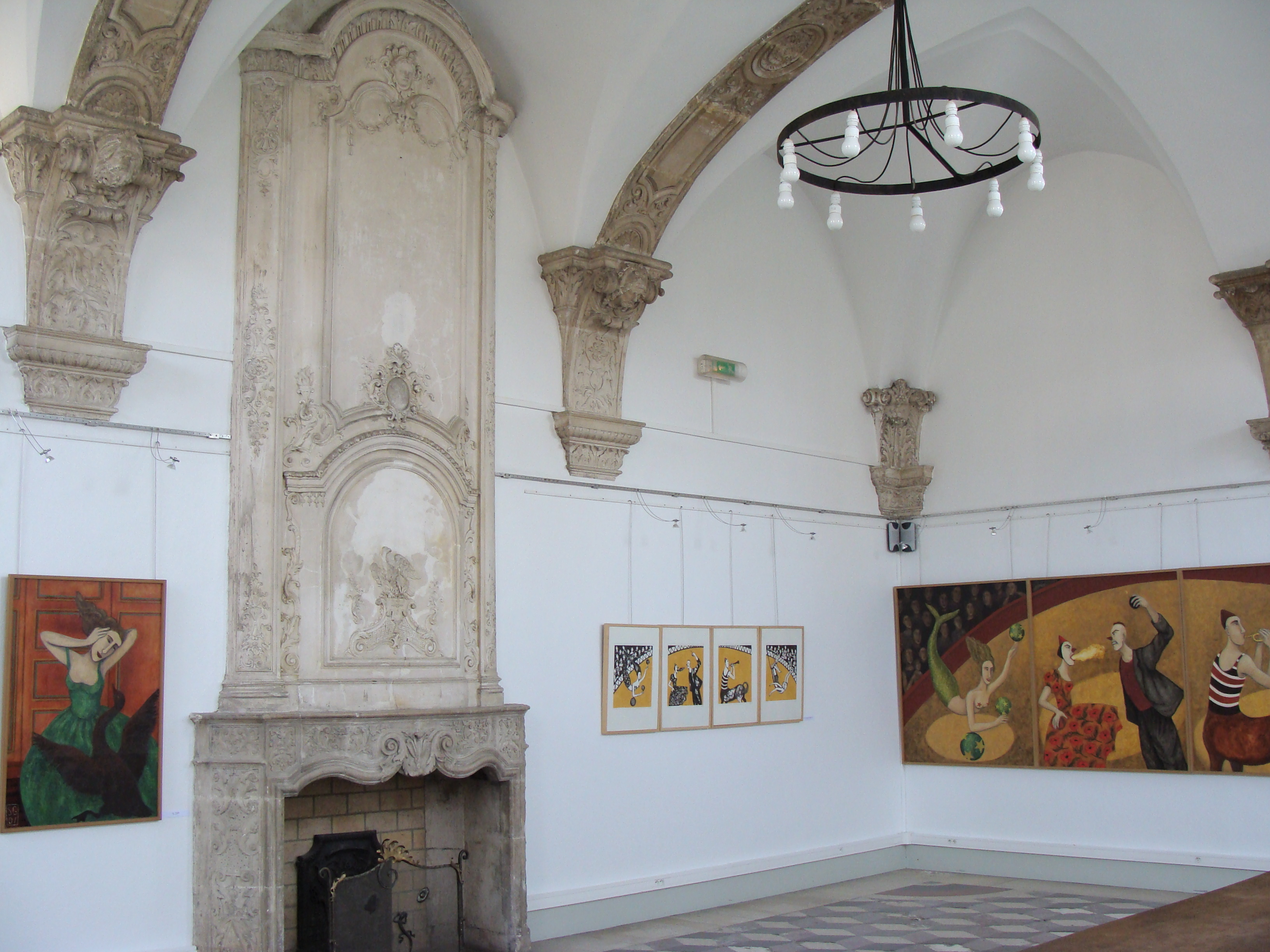
Wärmeraum

Der kleine quadratische Raum neben der runden Treppe diente als Wärmeraum. Er wurde nach einem Brand im Jahr 1771 wiederhergestellt. Der Raum wird von einem Korbbogengewölbe gedeckt, das auf reich skulptierten Konsolen aufliegt. Der Fußboden aus Marmor und Stein weist einen Dekor im Trompe-l’œil-Stil auf. Der Wärmeraum war der einzige mit einem Kamin ausgestattete Raum. Über dem Kamin ist ein Phönix dargestellt, der aus der Asche aufsteigt.

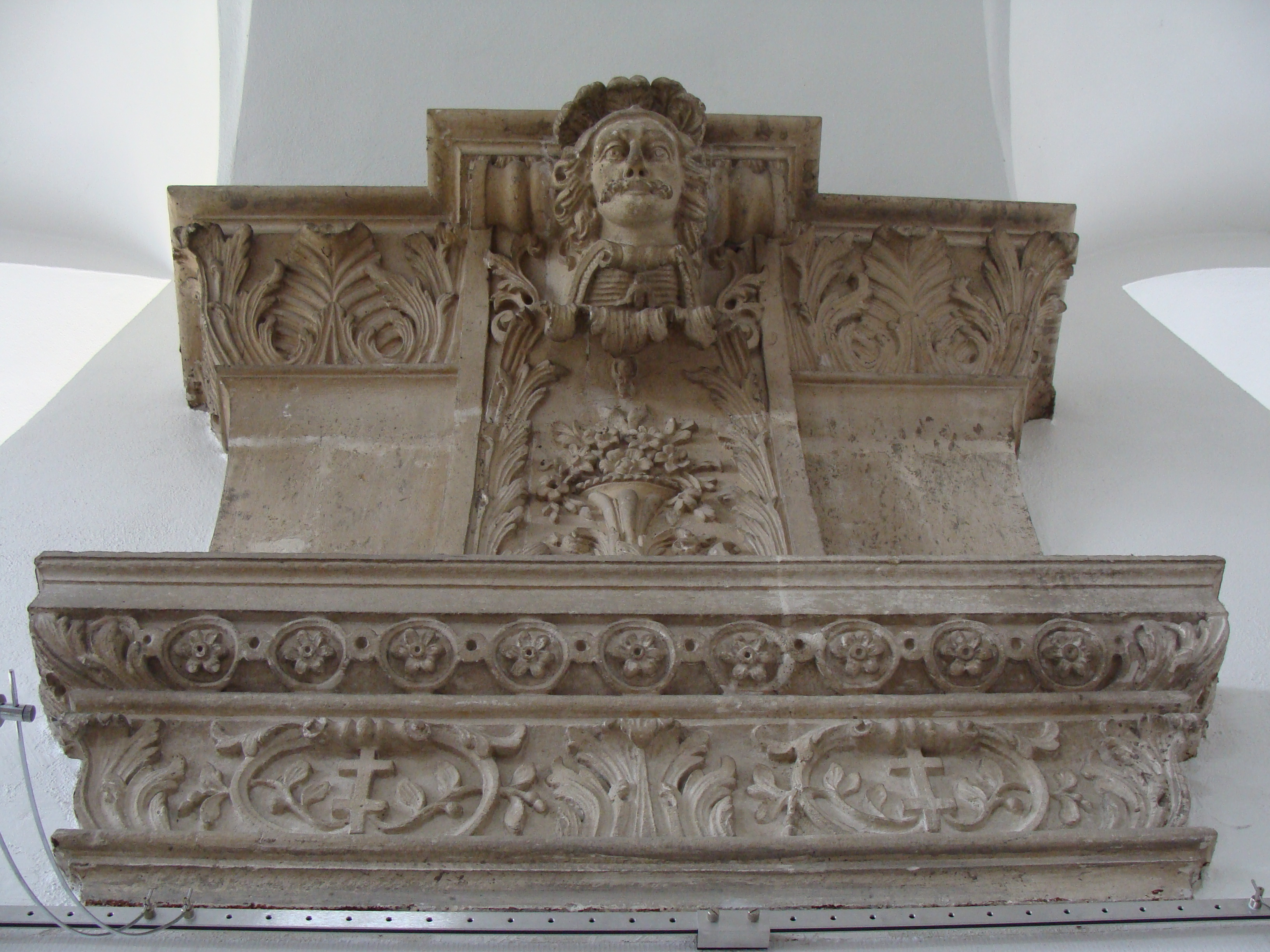
Konsole
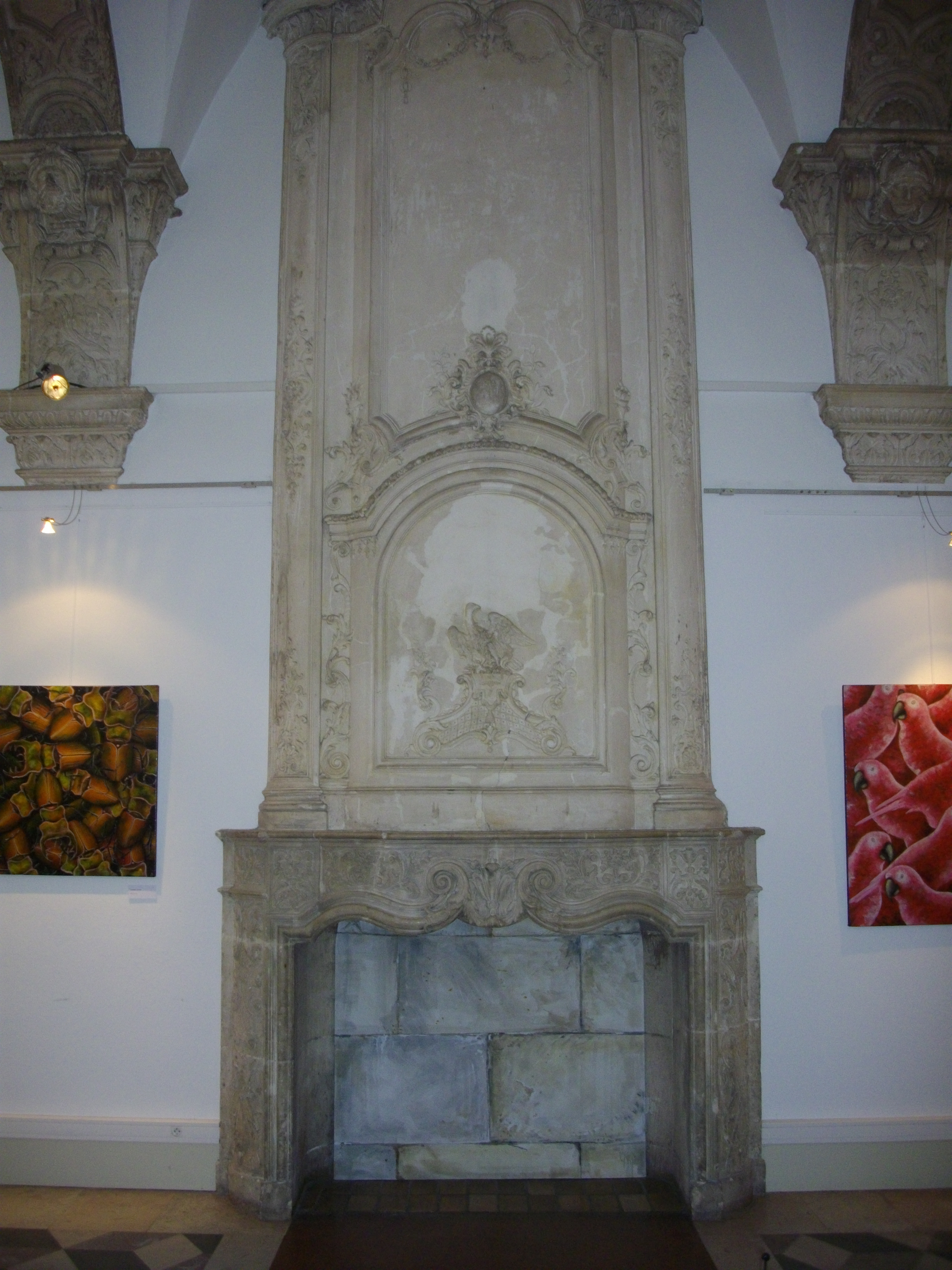
Kamin
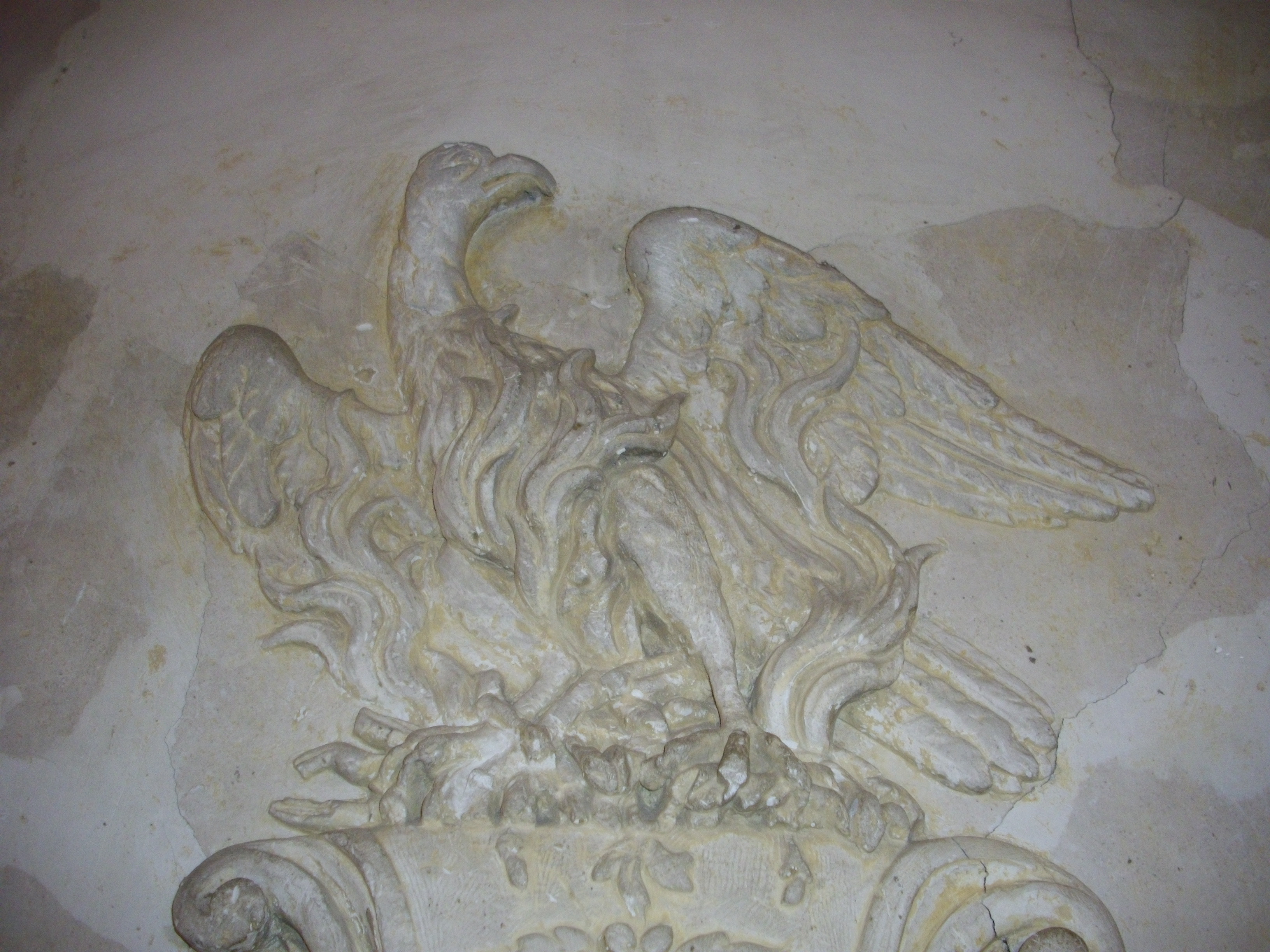
Phönix über dem Kamin

## Kreuzgang
Den Kreuzgang umschließen auf drei Seiten Galerien, an seiner Südseite schließt sich die Kirche an. In seinem Innenhof ist ein Duftgarten angelegt. Die ursprünglich offenen Galerien sind heute verglast.

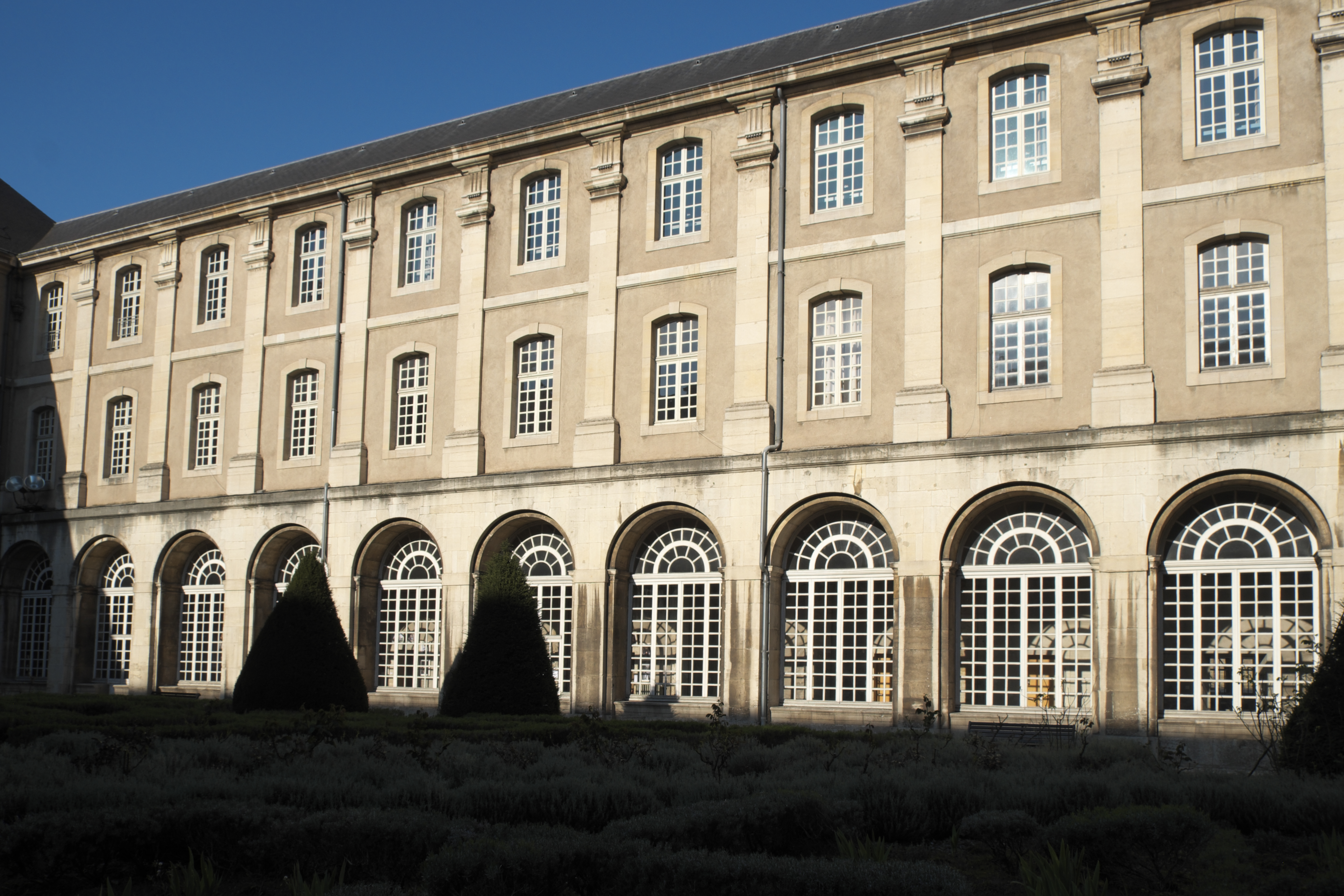
Ostflügel
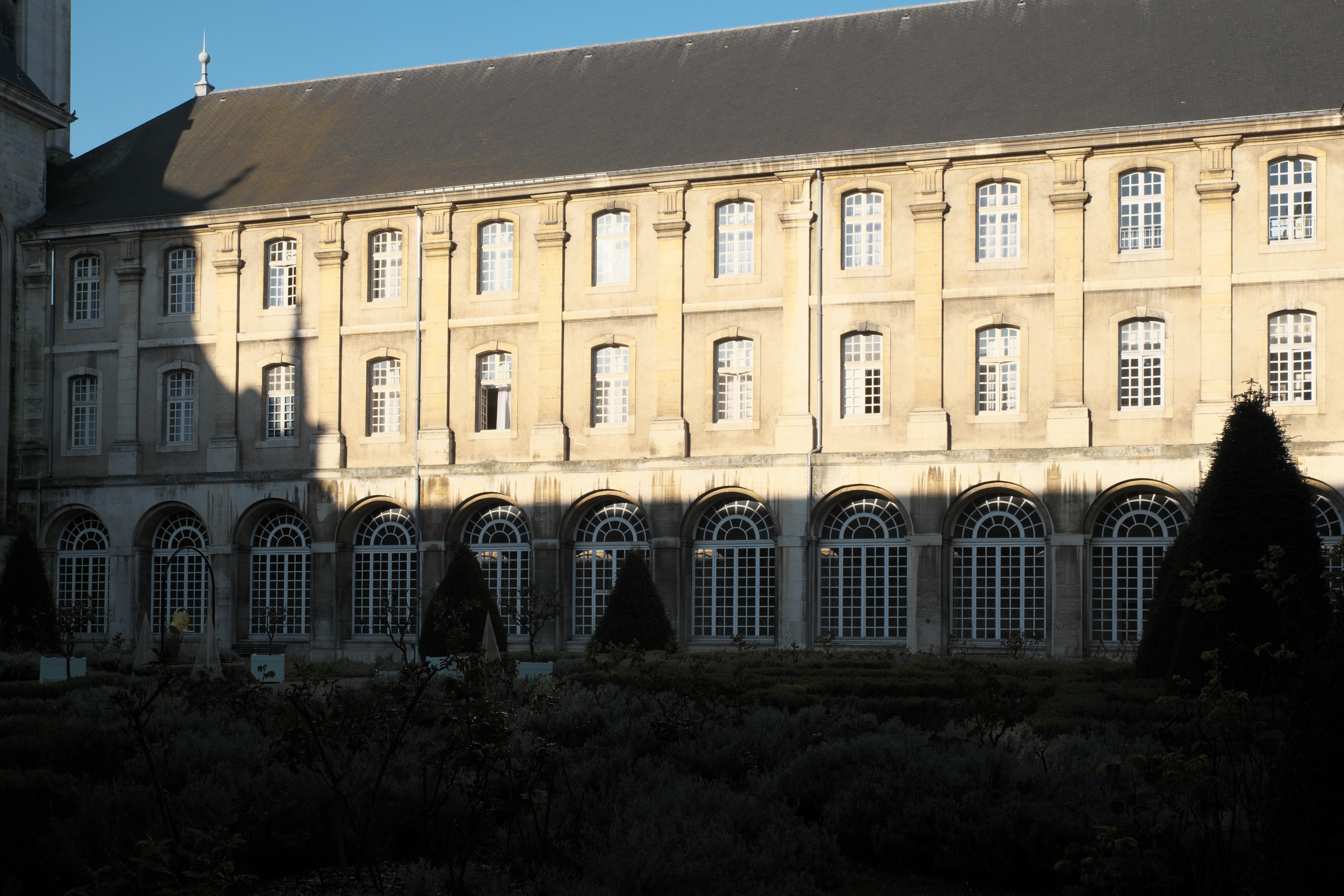
Westflügel
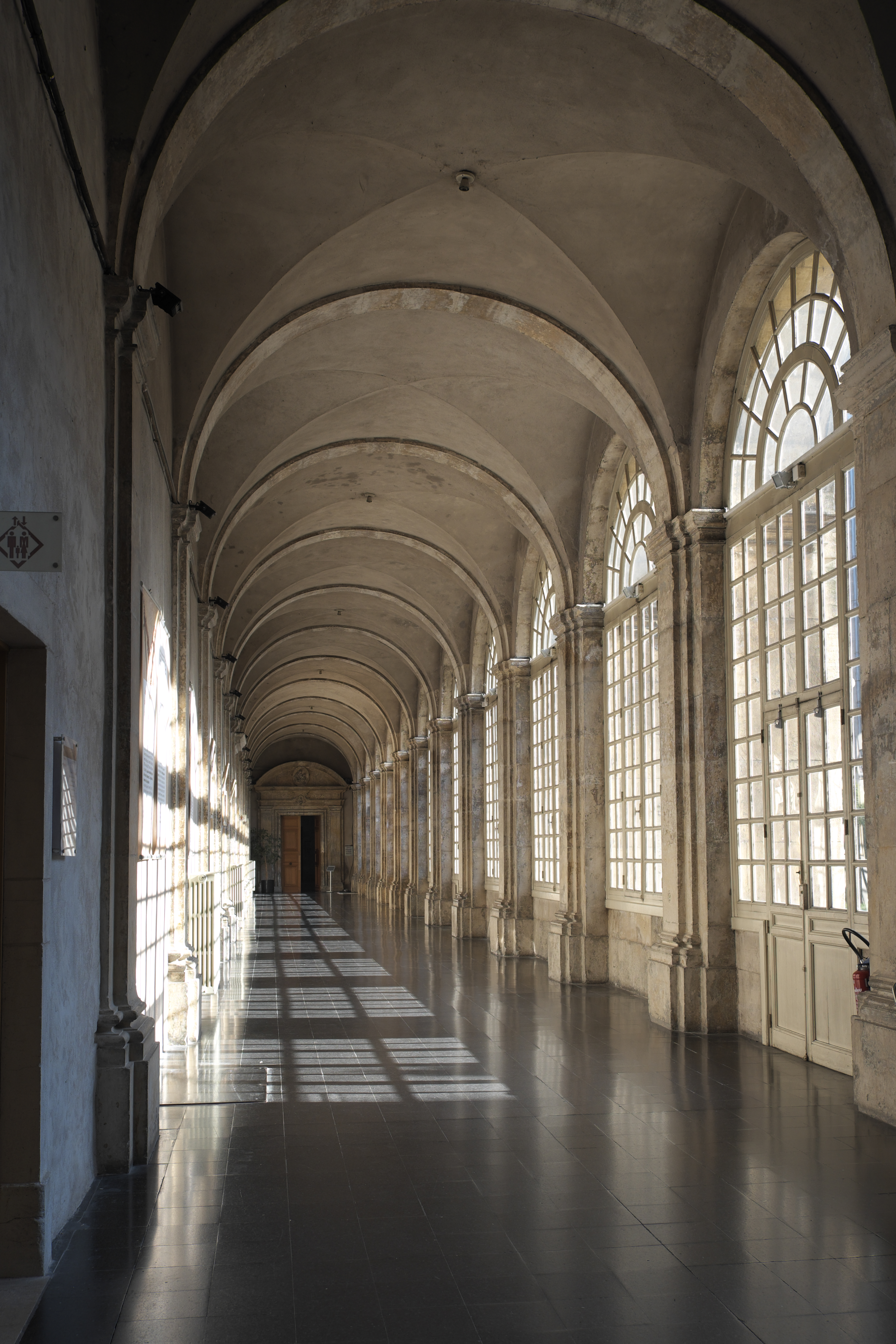
Galerie
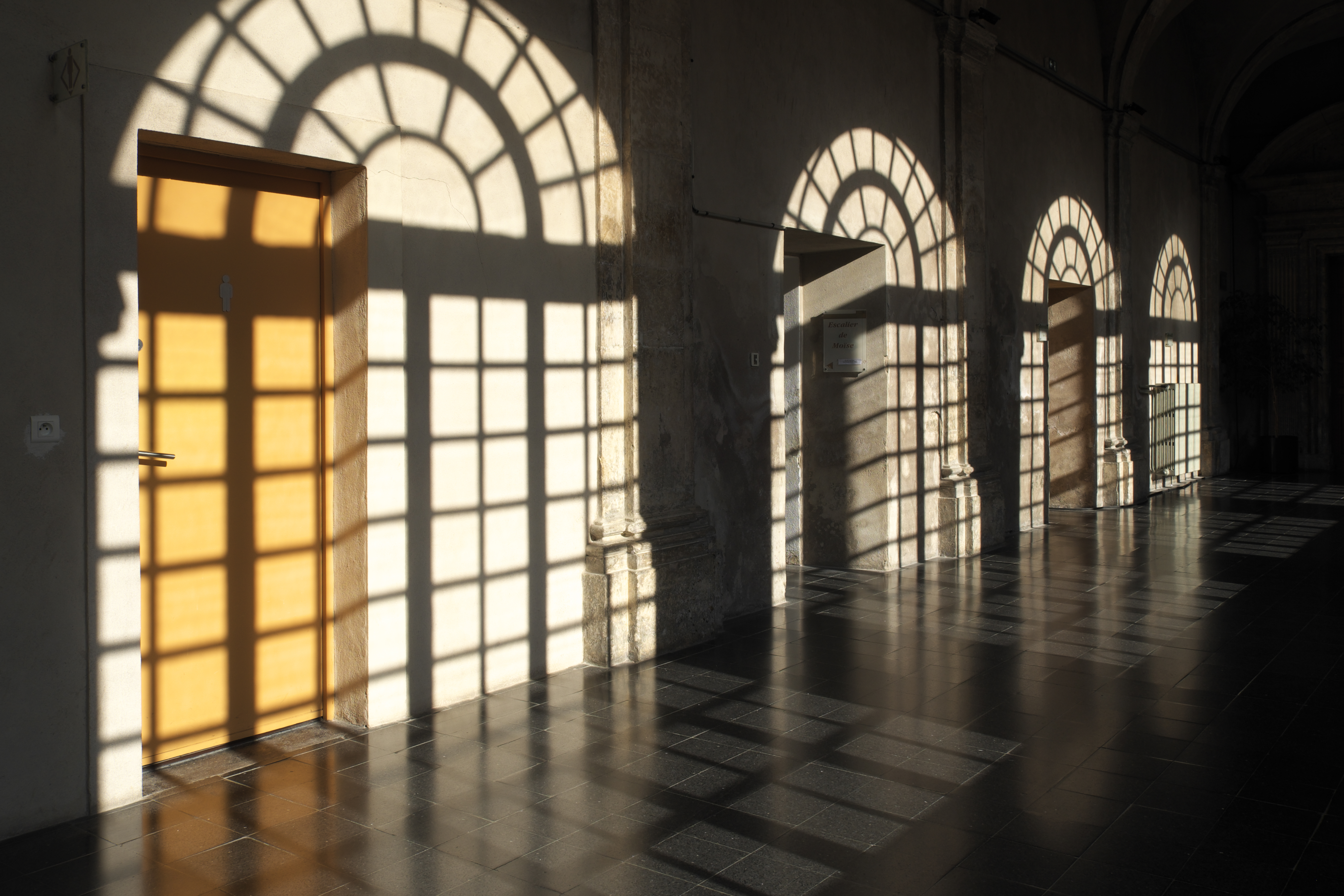
Galerie

## Gärten

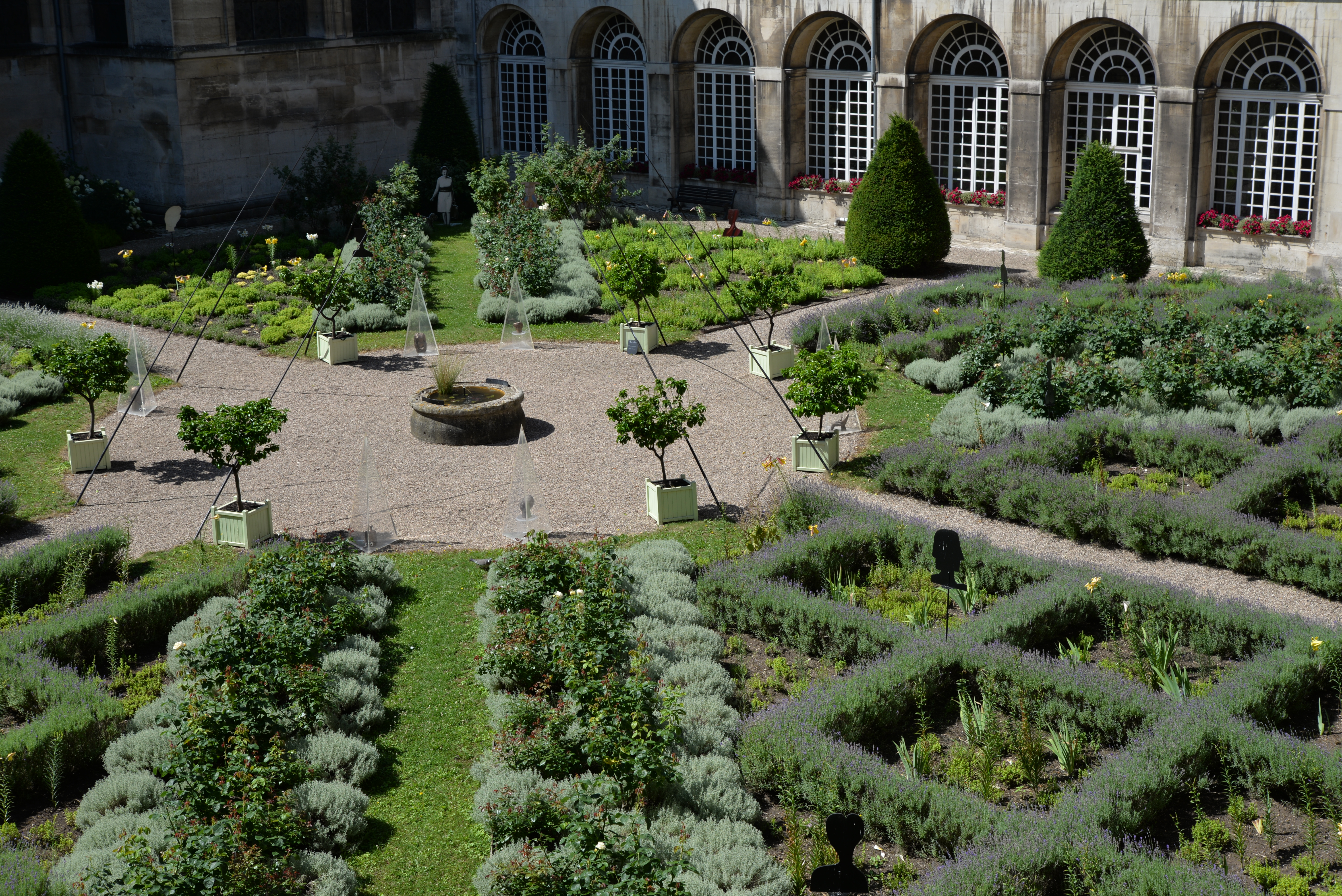
Duftgarten

Die Gartenanlagen der Abtei erstrecken sich auf einer Fläche von 2,5 Hektar.

### Duftgarten
Der Duftgarten im Innenhof des Kreuzgangs wurde im Jahr 2009 angelegt. Die hier wachsenden Blumen und Duftpflanzen werden für die Herstellung von Parfum verwendet.

### Ehrenhof

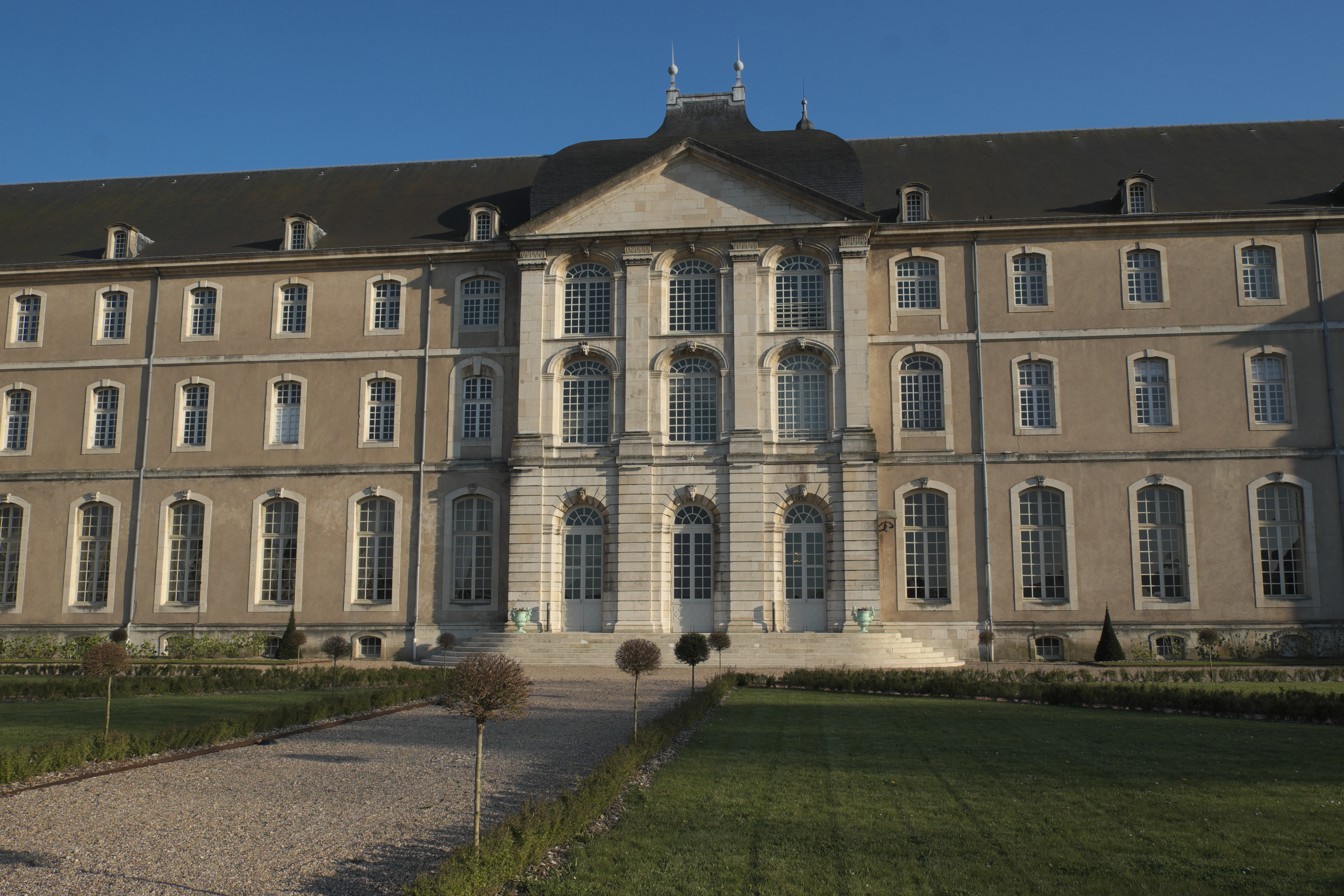
Blick auf die Abteigebäude vom Ehrenhof

Der Ehrenhof wurde im Jahr 2018 als französische Gartenanlage im Stil des Barock mit streng angeordneten Wegen, Beeten und Rasenflächen gestaltet, die von Obelisken und Vasen gesäumt werden. Der Hof schließt sich im Süden der Hauptfassade der Abtei an, hinter deren Mittelrisalit sich das ovale Treppenhaus verbirgt. Die westliche Begrenzung des Hofes bildet die Ufergalerie, Galerie du Bord de l'Eau, die östliche Begrenzung der Gartenflügel Galerie du Jardin.

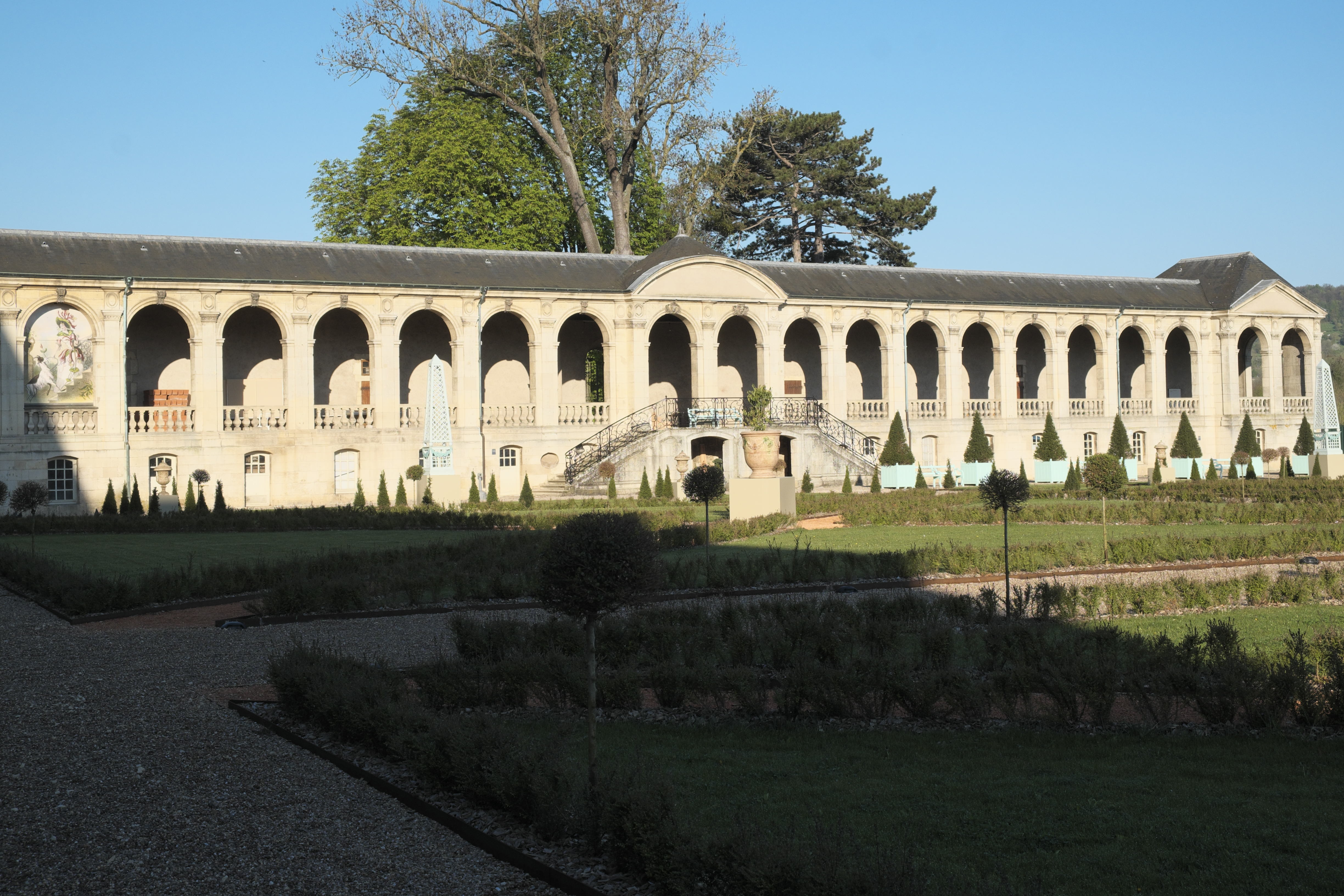
Ufergalerie
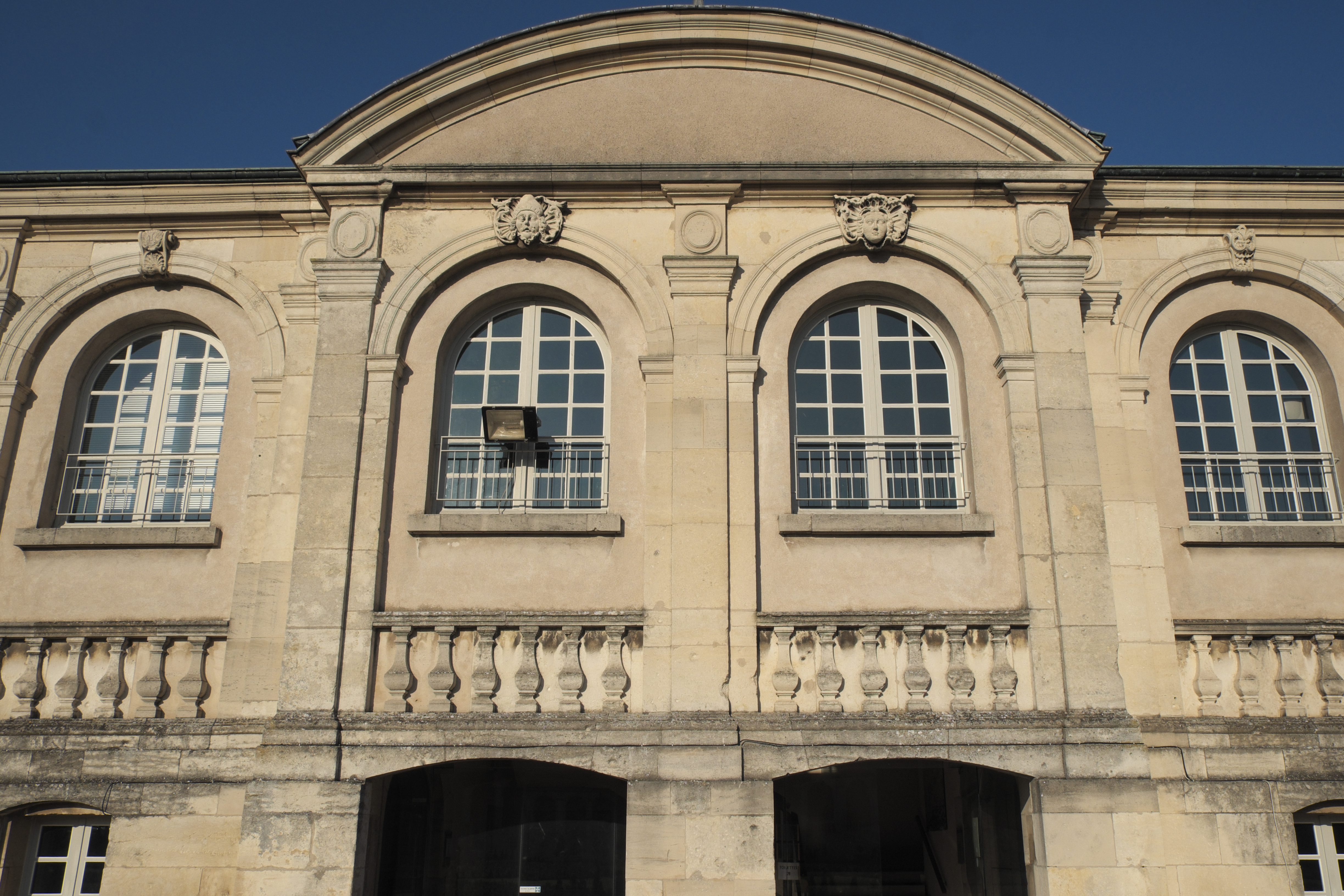
Gartengalerie
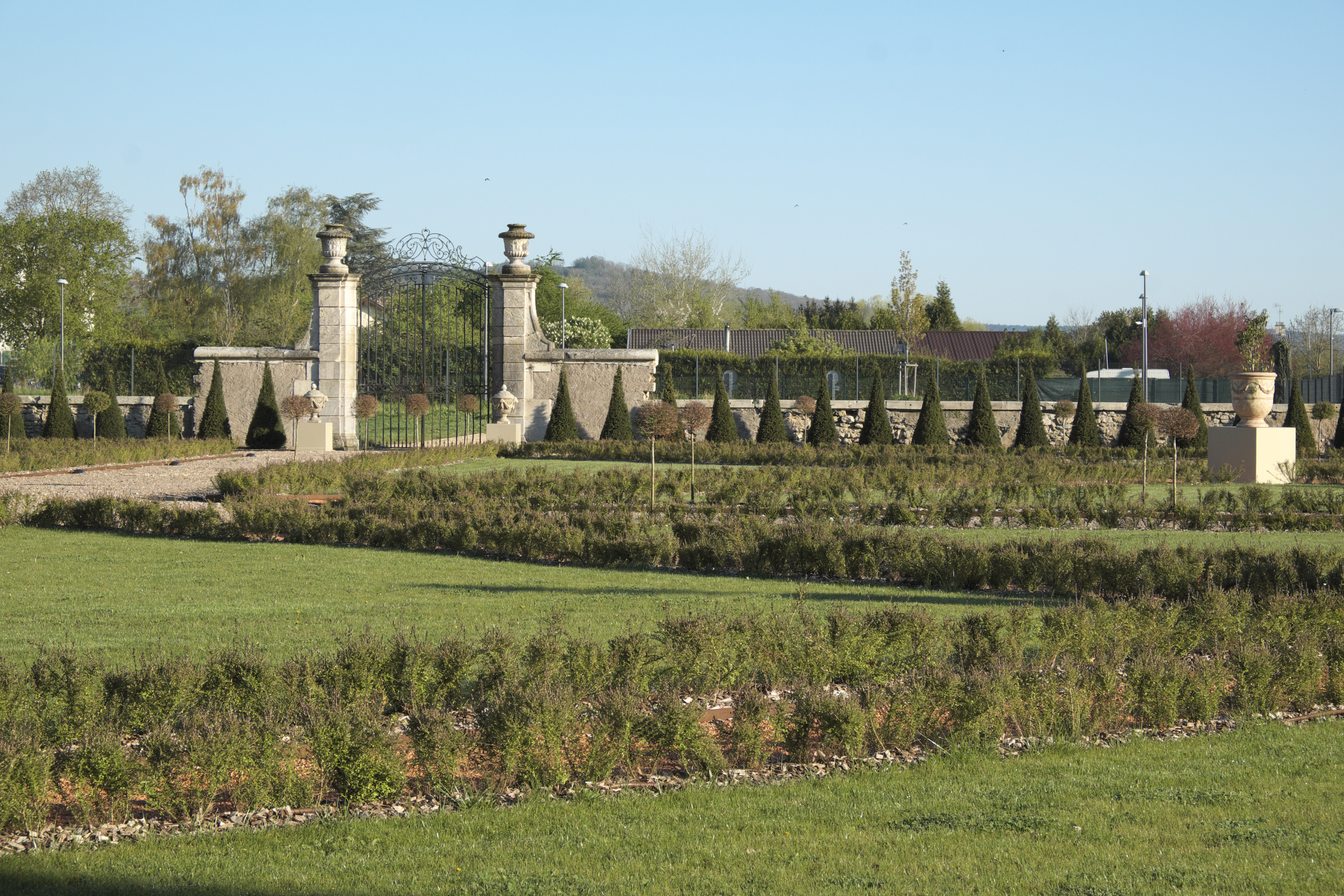
Ehrenhof

### Moselgarten

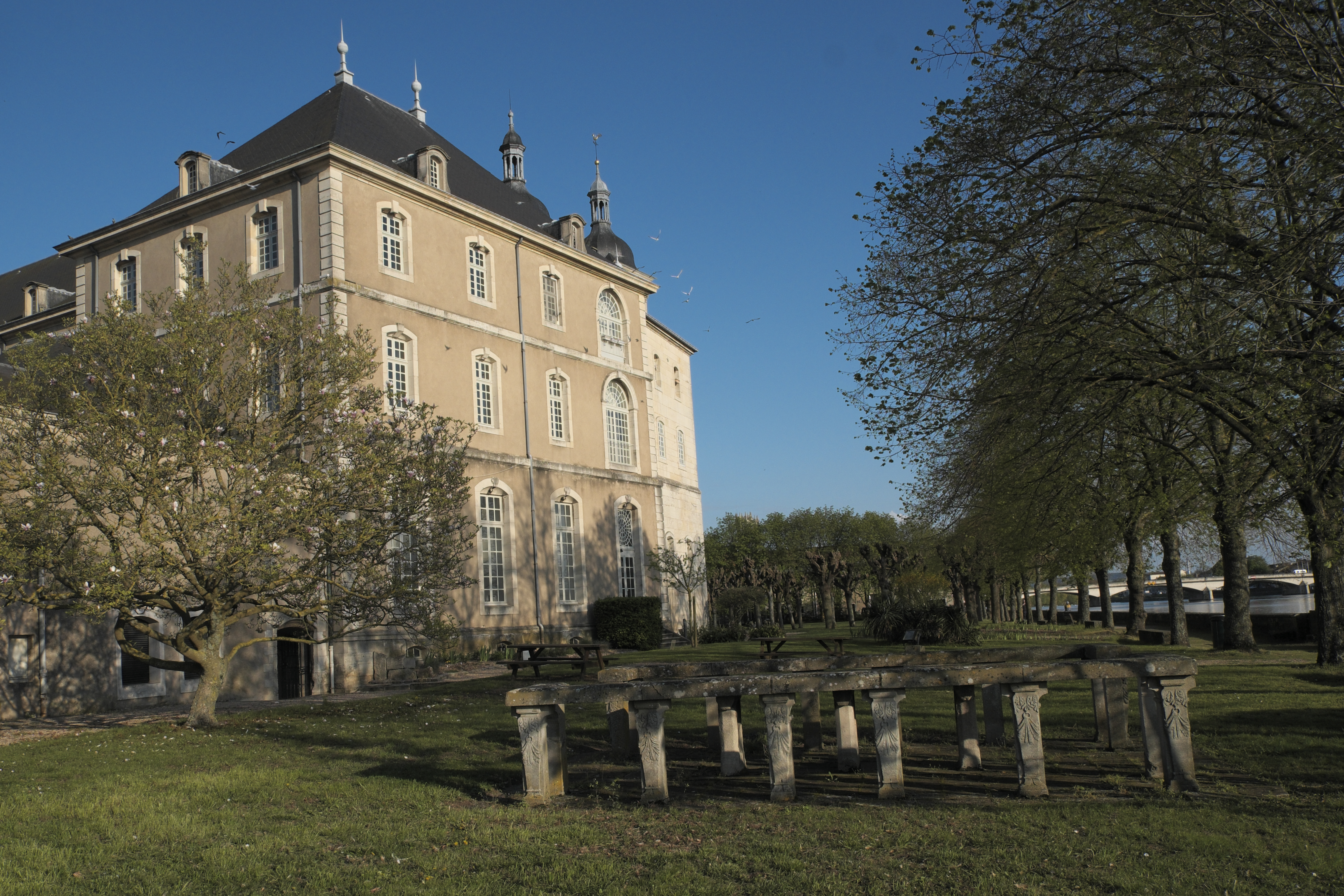
Moselgarten

Im Westen der Kirche und Abteigebäude erstreckt sich entlang des Moselufers der Moselgarten. Er ist mit Lindenalleen bepflanzt und bietet einen weiten Blick über die Mosel zur Altstadt.